# Astrología

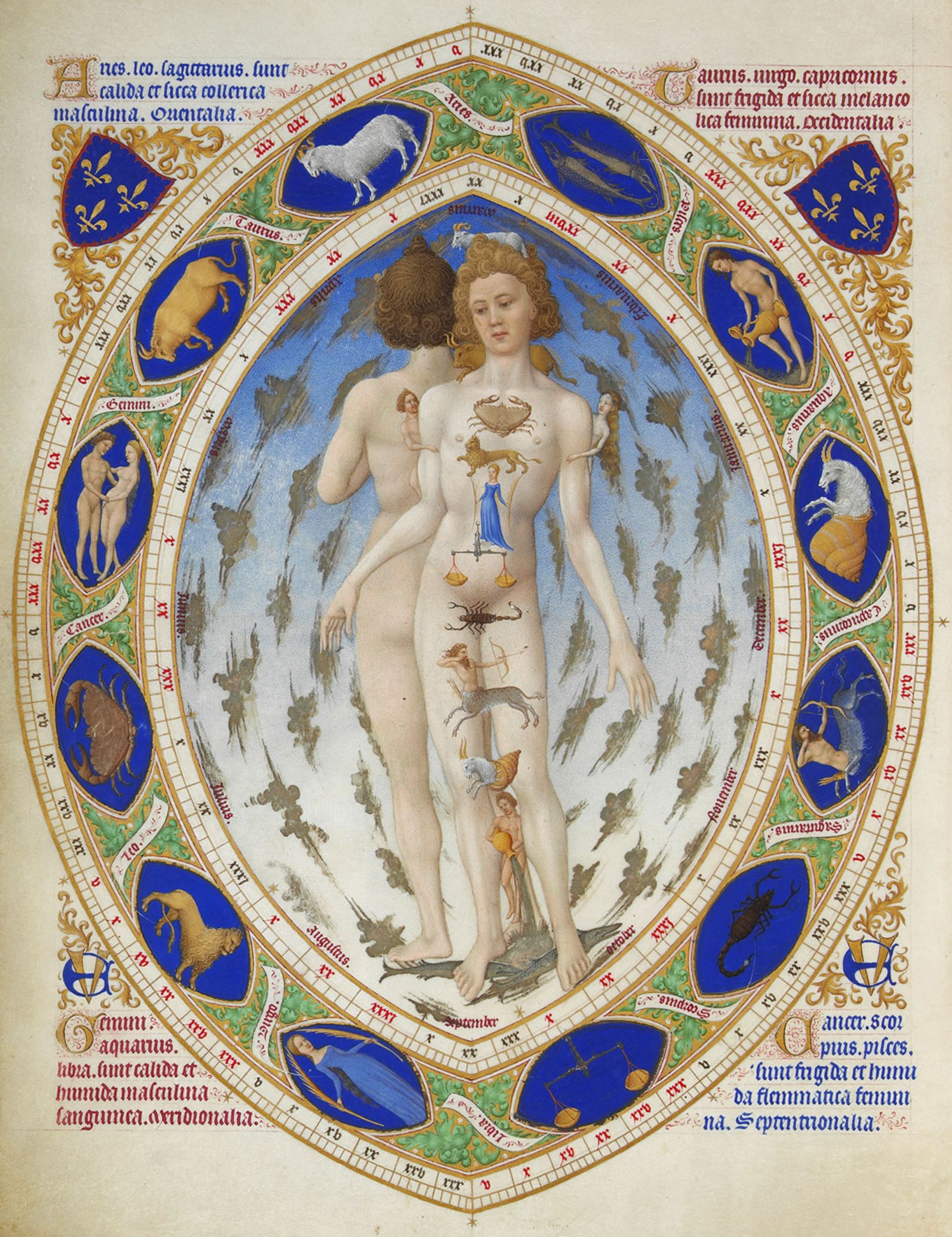
El hombre zodiacal, ilustración tomada del libro Las muy ricas horas del duque de Berry (1410), iluminado por los hermanos Limbourg (fl. 1385-1416); patrocinado por el duque Juan I de Berry.
Palacio museo de Chantilly, en la ciudad de Chantilly (Francia). Ms. 65, fol. 14v.

La astrología, en su acepción más amplia, es un conjunto de tradiciones y creencias que sostienen que es posible reconocer o construir un significado de los eventos celestes y de las constelaciones, basándose en la interpretación de su correlación con los sucesos terrenales. Este paralelismo se utiliza como método de adivinación y de inferencia del carácter de las personas.
Además de la astrología occidental, la astrología china y la hinduista también se han vuelto populares en América y Europa.
En general, las predicciones de la astrología carecen de validez científica o capacidad explicativa de acuerdo a los estándares de la ciencia moderna y son consideradas como pseudocientíficas.
La astrología occidental tiene sus orígenes durante los tiempos precristianos en Babilonia y en el antiguo Egipto.
En la astrología moderna occidental son reconocibles las bases y principios de interpretación así como también los cálculos, que son heredados de la astrología helenística que a su vez los heredó de la ciudad de Alejandría (Egipto). Es a partir de ese entonces que surge la astronomía como un sistema de observación y detección matemática del cielo libre de interpretaciones, manteniéndose durante mucho tiempo como una ciencia auxiliar de la astrología.
La astrología tiene en Europa una historia accidentada. Después de que el cristianismo fue elevado a religión de estado del Imperio romano, la astrología fue atacada y marginada. Pero en las postrimerías de la Edad Media recuperó su reputación, y desde el Renacimiento hasta el siglo XVII d. C. fue aceptada como una ciencia. Sin embargo ―y a raíz de la Ilustración―, perdió credibilidad entre los académicos. Desde 1900 surgió un nuevo interés en la astrología y desde 1960, gracias al movimiento de la nueva era que apareció en el hemisferio occidental, recuperó su popularidad.
La ciencia moderna estudia a la astrología actual desde la perspectiva de las ciencias de la religión y de la historia cultural.

## Etimología
La palabra «astrología» proviene del latín astrologĭa /astrologuía/ y esta del griego ἀστρολογία /astrologuía/.
Está compuesta por las palabras άστρον /ástron/ ‘estrellas’, que a su vez viene de ἀστῆρ /astḗr/ ‘estrella’, ‘constelación’, y λόγος /lógos/ ‘compendio’, ‘tratado’, ‘discurso’; en este caso su significado se relaciona más con «discurso», pues λογία /loguía/ es un sufijo que denota, en general, disciplina o material de enseñanza.
El lexema ἀστῆρ /astḗr/ está vinculado con las raíces protoindoeuropeas *ster~/*~stel (sust.) ‘estrella’ presente en la palabra española «estrella» que llega desde la latina stella. También puede vérsele en:
astro,
astronomía,
asteroide,
asterisco,
desastre,
desastroso
y muchas otras.
El lexema ~λογία /logíā/ viene de λόγος /lógos/ ‘palabra’, ‘expresión’ y está vinculado a la raíz indoeuropea *leg~ ‘coger’, ‘escoger’, más el lexema ~ία /~íā/ ‘acción’, ‘cualidad’. Este vocablo pasó a significar «discurso» y después «tratado» y «ciencia». Puede vérsela en: biología, cardiología, dermatología, enología, meteorología, metodología y muchas más.
Etimológicamente hablando la astrología es «el discurso sobre las estrellas», que se centra en mayor medida en el sol, la luna y los planetas del sistema solar y, en menor medida, en las estrellas; como por ejemplo: Espiga, Antares y Regulus, y en galaxias como Andrómeda.

## Historia
Muchas culturas, como la hinduista,
la china,
la maya
y otras más,

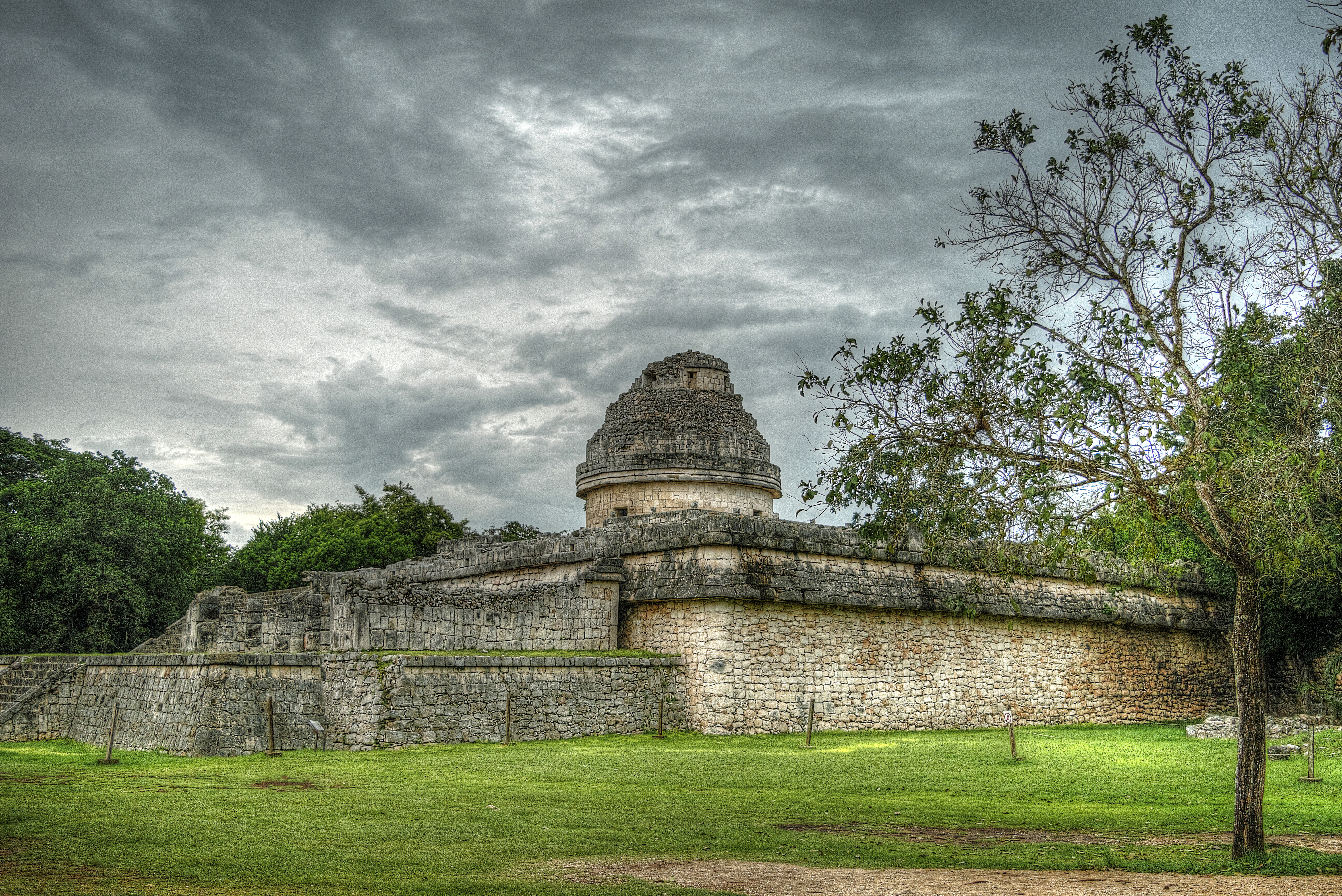
El observatorio Caracol en la antigua ciudad de Chichén Itzá en México. Una escalera de caracol situada en el interior, y que semeja una especie de caparazón, conduce a distintas ventanas que se encuentran orientadas hacia la posición que ocupan los distintos planetas del firmamento en diferentes épocas del año.

le han atribuido importancia a los eventos astronómicos, por lo que desarrollaron elaborados sistemas para predecir los eventos terrestres basándose en las observaciones de la bóveda celeste.
En Occidente, la astrología muy a menudo consiste en un sistema de horóscopos —diagrama que representa al cielo al momento de algún evento—, y en la interpretación o lectura de la carta astral —gráfico que representa al firmamento al momento del nacimiento de una persona—, lo que les permite a la mayoría de astrólogos de oficio comprender el pasado, conocer el presente y predecir el futuro, buscando así explicar las características de la personalidad de un individuo basándose en las posiciones del sol, la luna y otros cuerpos celestes.
Se estima que la astrología existe desde por lo menos el segundo milenio antes de nuestra era y sus raíces parecen ser los calendarios agrícolas que se utilizaban para predecir los cambios estacionales y para interpretar los ciclos celestes como señales de comunicación divina.
Una forma de astrología se practicaba durante la primera dinastía mesopotámica (1950-1651 a. C). La astrología china se desarrolló durante la dinastía Zhou (1046-256 a. C). Después del 332 a. C., la astrología helenística se mezcló con la astrología decánica, de origen egipcio, concretamente de Alejandría, creando lo que se conoce como el horóscopo astrológico. La conquista de Asia Menor por Alejandro Magno permitió la propagación de la astrología a las antiguas Grecia y Roma. En esta última, la astrología fue asociada con la «sabiduría caldea». Después de la conquista de Alejandría por parte de los musulmanes, en el siglo VII d. C., la astrología fue estudiada por los eruditos islámicos, quienes tradujeron los textos helenísticos al árabe preclásico y al persa medio. Durante el siglo XII d. C. los textos árabes fueron importados a Europa y traducidos al latín, lo que ayudó a iniciar el Renacimiento europeo de ese siglo, cuando los principales astrónomos, como Galileo Galilei (1564-1642), Tycho Brahe (1546-1601) y Johannes Kepler (1571-1630), fungían como astrólogos de las respectivas cortes reales de sus países. En la literatura renacentista aparecen referencias astrológicas en las obras de poetas como Dante Alighieri (1265-1321) y Geoffrey Chaucer (1343-1400) y de dramaturgos como Lope de Vega (1562-1635), Christopher Marlowe (1564-1593), William Shakespeare (1564-1616) y Pedro Calderón de la Barca (1600-1681).
A lo largo de su historia, la astrología fue aceptada en los contextos políticos y académicos como una tradición erudita y era parte integral de otros estudios como la astronomía, la alquimia, la meteorología y la medicina.
Hacia el final del siglo XVII d. C., nuevos conceptos como el heliocentrismo de la astronomía y la mecánica newtoniana de la física, pusieron en duda los fundamentos de la astrología, logrando con ello que la misma perdiese su posición académica y teórica, y por esto la creencia común en ella se ha ido reduciendo en gran medida.

### Antigüedad

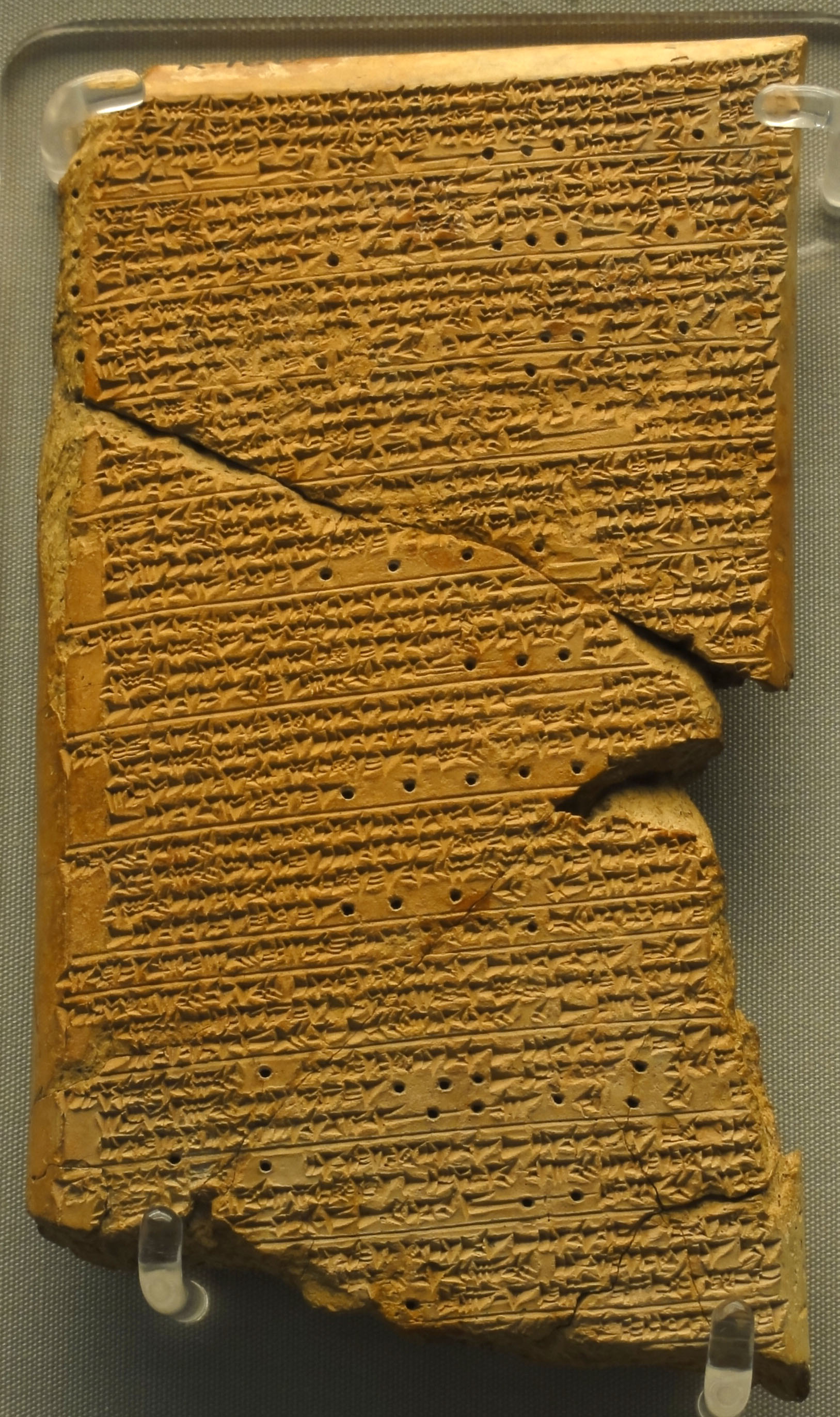
Parte superior de una tablilla de arcilla, faltan el principio del anverso y el final del reverso. Contiene pronósticos astrológicos. Es copia de la llamada Tablilla de Venus de Ammisaduqa, del periodo neoasirio. Museo Británico.

La astrología, en su acepción más amplia, es la búsqueda de la lógica o el sentido del cielo. Las primeras evidencias de esta búsqueda datan desde hace 25 000 años y consisten en marcas en huesos y en paredes de cuevas, que demuestran que los ciclos lunares habían sido estudiados por los seres humanos en un intento consciente para medir, registrar y predecir los cambios estacionales. Este fue el primer paso para registrar la influencia de la luna sobre las mareas y los ríos; y un primer paso para la creación de un calendario común a estos dos tipos de influencias. Los problemas agrícolas se resolvieron con el aumento de los conocimientos de los momentos en los que las constelaciones aparecen durante las diferentes estaciones del año, lo que permitió relacionar la presentación en el cielo de ciertos grupos de estrellas con las inundaciones anuales o los momentos estacionales propicios para ciertas actividades.
Ya para el tercer milenio antes de Cristo, varias civilizaciones tenían un sofisticado conocimiento de los ciclos celestes que usaron para orientar los templos de tal manera que quedasen alineados con el orto helíaco de las estrellas.
Hay evidencias dispersas que sugieren que las inmemoriales y conocidas referencias astrológicas son copias de textos aún más ancestrales escritos durante la antigüedad. Existen reportes realizados durante el reinado del rey Sargón I de Acad (2334-2279 a. C.) que dicen que la Tablilla de Venus de Ammisaduqa fue recopilada en Babilonia aproximadamente en el año 1700 a. C.
Una serie de rollos, los textos de los tiempos del Antiguo Testamento (alemán: Texte aus der umwelt des Alten Testaments), documenta el uso temprano de la astrología electiva, dubitativamente atribuido al gobierno de Gudea de Lagash (c. 2144-2124 a. C.), en el que se describe cómo los dioses le revelaron en sueños cuáles constelaciones le serían más favorables para construir su planeado templo.
Sin embargo, existe controversia sobre si realmente estos rollos registran fielmente los hechos o si simplemente fueron atribuidos a esos gobernantes en épocas posteriores. La evidencia más remota e indiscutible del uso de la astrología como un sistema integrado de conocimiento es, por lo tanto, la que se le atribuye a los registros de la primera dinastía mesopotámica (1950-1651 a. C). Esta astrología tenía cierto paralelismo con la helenística —conocida hoy como astrología occidental—, incluyendo al zodiaco, un punto vernal cerca a los 9° de Aries, el aspecto trígono, las exaltaciones planetarias y las doce divisiones de 30° cada una (dodecatemoria). No obstante, los babilonios consideraron a los eventos celestes como posibles señales más que como causas de eventos físicos.
El sistema astrológico chino fue confeccionado durante la dinastía Zhou (1046-256 a. C.) y prosperó durante la dinastía Han (siglos ii a. C. al ii d. C). En este sistema todos los elementos conocidos en la tradición china: la doctrina del yin y el yang, la teoría de los cinco elementos, el Cielo y la Tierra, la moral confuciana; fueron unidos para formalizar los principios filosóficos de la medicina tradicional china, el feng shui, que en la antigua china era una especie de geomancia, la astrología y la alquimia chinas.

#### Egipto helenístico

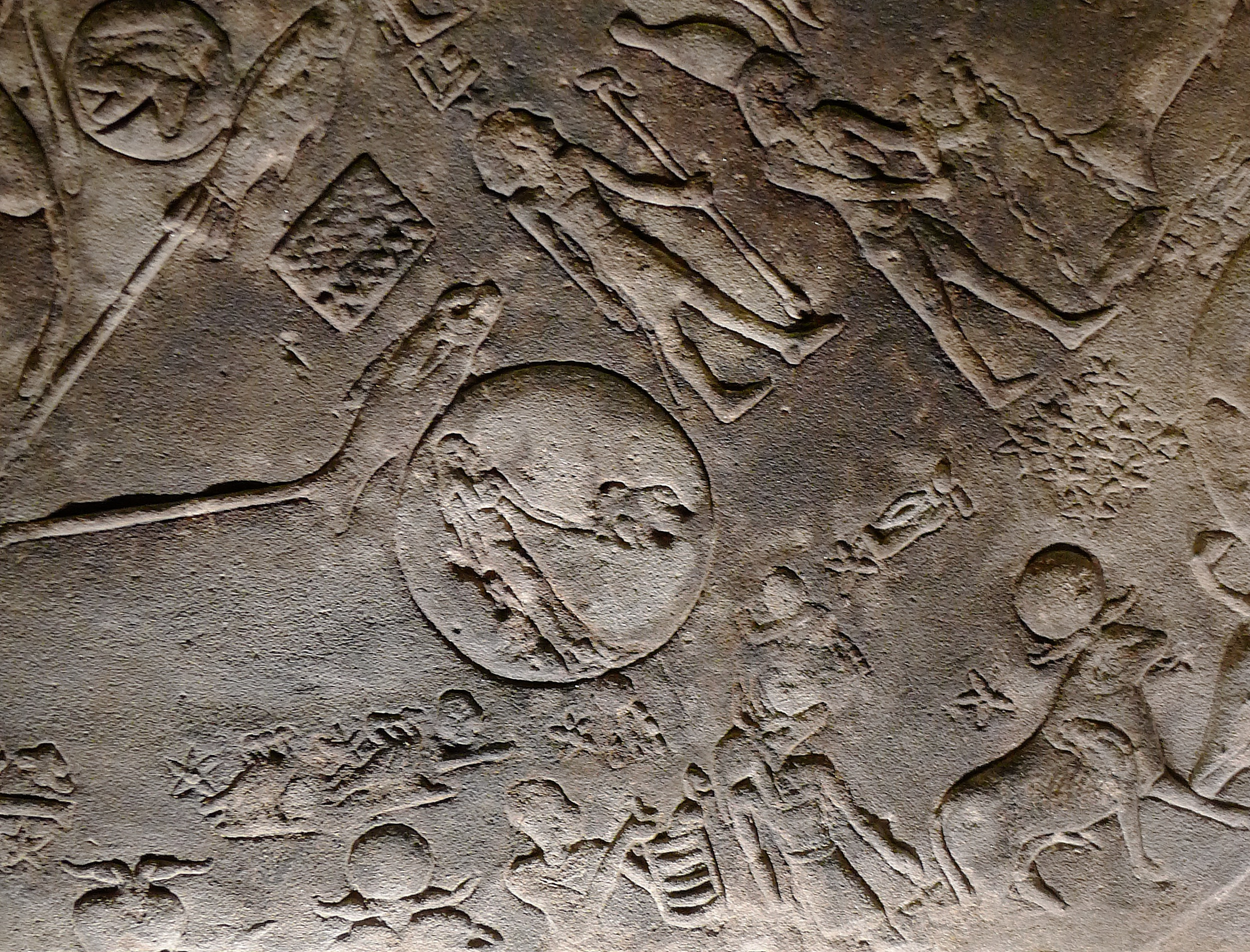
El zodiaco de Dendera, eclipse solar del 7 de marzo del 51 a. C.
Museo del Louvre, en la ciudad de París (Francia).

En el 525 a. C., Egipto fue conquistado por los persas.
En el 332 a. C., Alejandro Magno invadió Egipto, y la cultura de ese país pasó a ser helenística. Tras la conquista, Alejandro fundó la ciudad de Alejandría, que se convirtió en el lugar en donde la astrología babilónica se mezcló con la astrología decánica egipcia y generó la astrología horoscópica.
Esta última abarcaba al zodiaco babilónico con su sistema de exaltaciones planetarias, a las triplicidades de los signos y a la importancia de los eclipses. Se utilizó el concepto egipcio de dividir el zodiaco en 36 decanatos de 10 grados cada uno, con énfasis en el decanato ascendente y el sistema griego de los dioses planetarios, signo solar y los cuatro elementos.
Los textos del siglo II a. C. predecían las posiciones de los planetas en los signos del zodiaco en el momento de la salida de algunos decanatos, particularmente Sotis, la diosa de la estrella Sirio.
El Tetrabiblos ―obra del astrólogo, astrónomo, químico, geógrafo y matemático Claudio Ptolomeo (100-170) quien vivió en Alejandría (Egipto)― se configuró como la base de la astrología occidental y fue considerada obra de referencia entre los escritores astrológicos durante más de mil años.
Durante el siglo I a. C. el zodiaco de Dendera compartió con la astrología babilónica dos signos: Libra y Escorpio.

#### Grecia y Roma

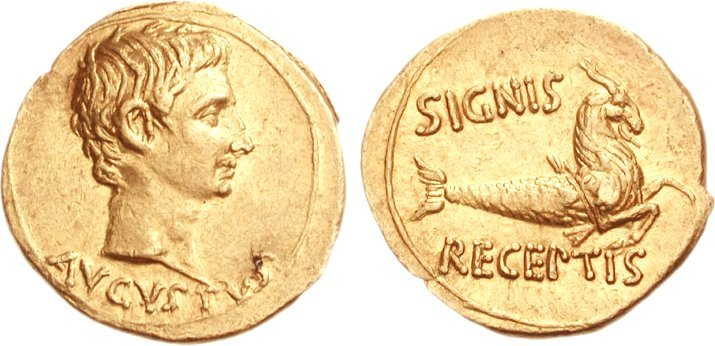
Augusto emperador de la antigua Roma. El césar Augusto era capricorniano. Tanto confiaba en la astrología que publicó su horóscopo e hizo acuñar monedas de plata y oro con la representación de su signo zodiacal.

La conquista de Asia Menor por Alejandro Magno, expuso a los griegos a las ideas provenientes de Siria, Babilonia, Persia y Asia Central.
Alrededor del 280 a. C., Beroso el Caldeo, sacerdote del dios Bel en Babilonia, se trasladó a la isla griega de Cos para enseñar la astrología de la cultura babilónica.
Para el siglo I a. C., existían dos variedades de astrología; la que usaba horóscopos para describir el pasado, presente y futuro; y la astrología teúrgica que hacía hincapié en la ascensión del alma hacia las estrellas.
La influencia griega cumplió una función crucial en la transmisión de la teoría astrológica a Roma.
La primera referencia clara sobre la astrología en Roma, viene del orador Catón el Viejo (234-149 a. C.), quien en el 160 a. C. advirtió a los capataces agrícolas de no consultar a los caldeos, a quienes describió como los «observadores de estrellas». Babilonia —conocida también como Caldea— fue tan identificada con la astrología que entre los griegos y los romanos la expresión «sabiduría caldea» se convirtió en sinónimo de adivinación mediante la observación de los planetas y las estrellas.
El poeta y satírico romano Juvenal del siglo II d. C., se quejó de la permanente influencia de los caldeos, diciendo «Pero en los caldeos será mayor la confianza: todo cuanto diga un astrólogo creerán que ha sido traído de la fuente de Ammón».
Uno de los primeros astrólogos que llevó la astrología hermética a Roma fue el gramático de la lengua griega, de la lengua egipcia y comentarista literario egipcio Trasilo de Mendes (segunda mitad del siglo I a. C. - primera mitad del siglo I d. C.), astrólogo del emperador Tiberio (42 a. C.-37 d. C.), quien fue el primero en tener un astrólogo en su corte, aunque su predecesor el césar Augusto (63 a. C.-14 d. C.) se apoyó en la astrología para legitimar sus derechos imperiales.

#### Objeciones en la antigüedad

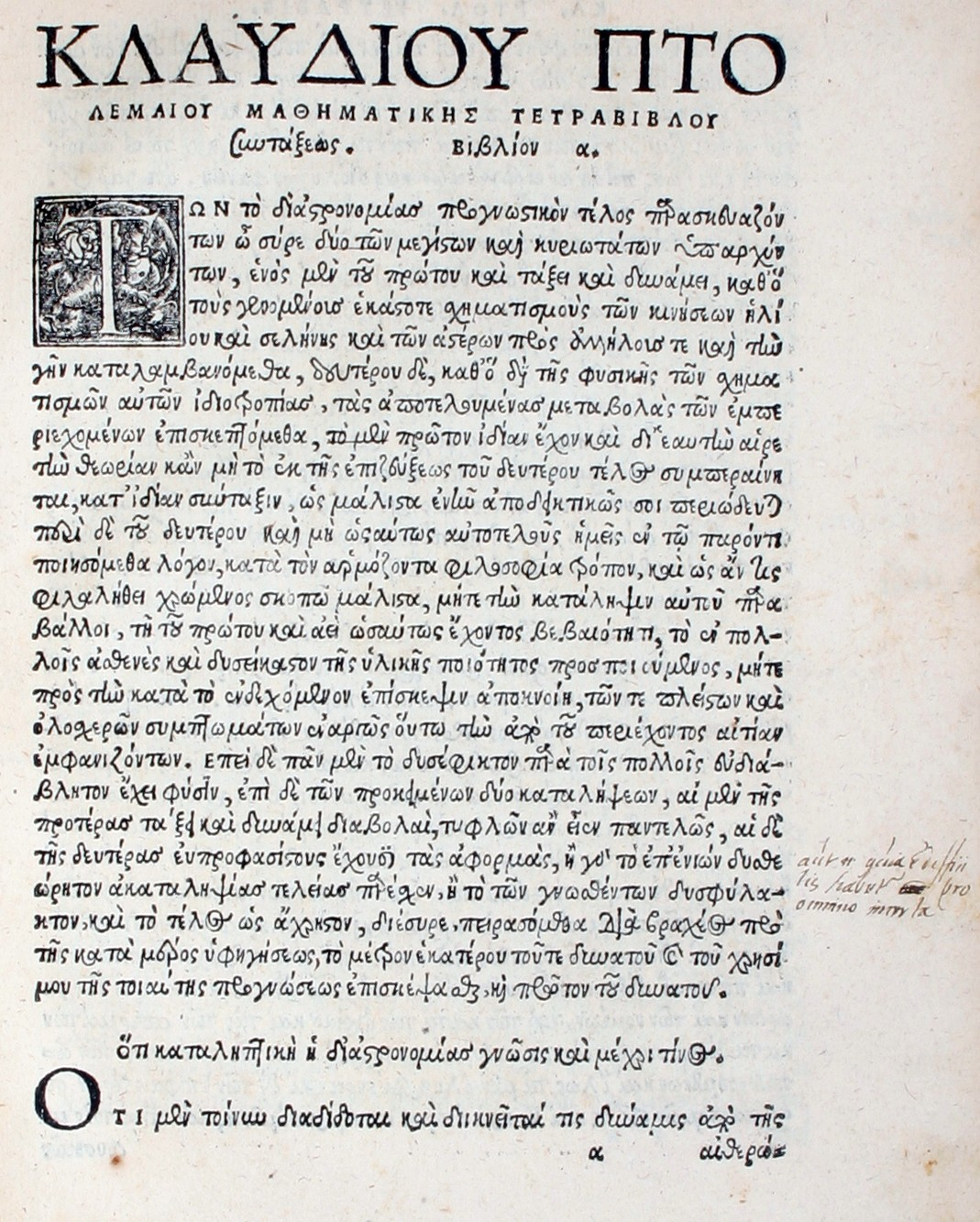
Primera edición en griego del Tetrabiblos de Ptolomeo, publicada en 1535 en la villa de Núremberg (Alemania). En la foto la primera página del primer capítulo.

El jurista, político, filósofo, escritor y orador Cicerón (106-43 a. C.) postuló la objeción de los gemelos, los cuales nacen con poca diferencia de tiempo pero sus personalidades pueden ser muy diferentes. Este postulado fue desarrollado más tarde por San Agustín. Cicerón sostuvo que, la influencia de los planetas que están más allá de la Luna podrían tener solo una pequeñísima influencia en la Tierra en comparación con su satélite. También argumentó que si la astrología explica todo sobre el destino de una persona, entonces se omite, erróneamente, el visible efecto de las capacidades heredadas y la crianza de los hijos sobre el destino de los individuos; los cambios en la salud gracias a las medicinas o los efectos del clima en las personas.
El filósofo griego sofista Favorino (80-160) argumentó que era absurdo imaginar que las estrellas y los planetas afectan a los cuerpos humanos de la misma forma en que afectan a las mareas, y es igualmente absurdo que pequeños movimientos en los cielos ocasionen grandes cambios en el destino de las personas. El médico y filósofo griego del escepticismo pirroniano Sexto Empírico (c.160-c.210) arguyó que era absurdo vincular atributos humanos con los mitos sobre los signos del zodiaco. El filósofo y orador griego Carnéades (c. 214-c. 129 a. C.) alegó que la creencia en el destino niega el libre albedrío y la moral; que las personas nacidas en diferentes momentos pueden morir todas en el mismo accidente o batalla; y que, contrariamente a las uniformes influencias de las estrellas, tribus y culturas son todas diferentes.
El filósofo griego neoplátonico Plotino (205-270) planteó que, ya que las estrellas fijas son mucho más distantes que los planetas, es risible imaginar que el efecto de los planetas sobre la humanidad deba depender de su posición con respecto al zodiaco. También sostuvo que es falsa la interpretación que afirma que las conjunciones de la Luna con los planetas, sean tan benéficas como llena esté la Luna, y maléficas como menguante esté; según Plotino esto es evidentemente falso, pues desde el punto de vista de la Luna, la mitad de su superficie siempre estará iluminada por la luz solar. Debido a la perspectiva desde la Tierra, menguante debería ser mejor, pues la Tierra recibe algo de luz de Luna, pero cuando desde nuestra perspectiva ella está llena, la faz que mira a la Tierra está oscura, por lo tanto debería ser malo.

### Medioevo

#### India
Los principales textos sobre los que se basa la astrología clásica de la India son las primeras recopilaciones medievales, especialmente el Brijat-paráshara-jora-sastra (750 d. C.) y el Saravali (899), esta última fue escrita por Kaliana-varman.
La Jora-sastra es una obra compuesta de 71 capítulos, de los cuales la primera parte, capítulos 1 a 51, data entre el siglo VI d. C. hasta principios del VII d. C.; y la segunda parte, capítulos 52 a 71, data del siglo VIII d. C. en adelante. Igualmente la Saravali puede fecharse alrededor del año 800 d. C.
Las traducciones al inglés de estos textos fueron publicadas por N. N. Rau y V. B. Choudhari en 1963 y 1961, respectivamente.

#### Mundo musulmán

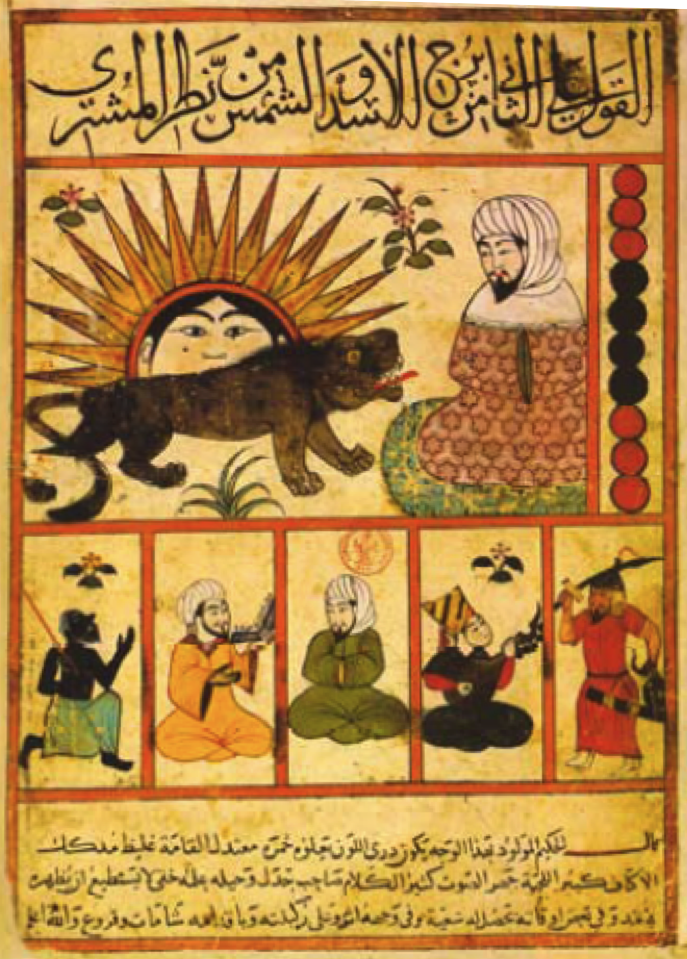
Este manuscrito de estilo compuesto, fue copiado en un modelo yalayerí por un pintor de origen persa, Qanbar 'Ali Naqqash Shirazi, probablemente bajo los mamelucos. Las treinta y seis secciones que contiene corresponden a los decanatos de los signos del zodíaco.

Tras la conquista de Alejandría por los árabes en el siglo VII d. C. y la fundación del califato abasí en siglo VIII d. C., la astrología fue estudiada por los eruditos árabes. El segundo califa abasí Al-Mansur (712-775), fundó la ciudad de Bagdad para que fuese un centro de aprendizaje, incluyendo en su diseño una biblioteca de traducciones que fue conocida como la «Casa de la sabiduría» (en árabe: بيت الحكمة‎ /Bayt al-Hikmah/), que fue la encargada de seguir desarrollando la herencia cultural y promovió ampliamente la traducción de los textos astrológicos helenísticos al árabe preclásico y al persa medio. Los primeros traductores incluyen a Mashallah ibn Athari, que ayudó a elegir el momento propicio para la fundación de Bagdad, y a Sahl ibn Bishr, también conocido como «Zael», cuyos textos tuvieron directa influencia sobre los astrólogos europeos posteriores como Guido Bonatti del siglo XIII d. C. y William Lilly del siglo XVII d. C..
Los conocimientos habidos en los textos árabes, llegaron a Europa gracias a las traducciones al latín en el siglo XII d. C.. Estos saberes fueron uno de los impulsores del Renacimiento europeo.
Entre los judíos del mundo musulmán, hubo seguidores de la astrología, a la que consideraban una ciencia válida, como Abraham Ibn Ezra o Salomón Ibn Gabirol, y otros que la rechazaban firmemente como pseudociencia y contraria a la razón y la religión, por contradecir el libre albedrío, como Maimónides.

#### Europa
El primer libro astrológico publicado en Europa fue el Liber mundi planetis et climatibus (‘libro de los planetas y las regiones del mundo’), que apareció entre el 1010 y el 1027, y que pudo haber sido escrito por el papa Silvestre II (Gerberto de Aurillac, 945-1003).
El Tetrabiblos de Claudio Ptolomeo fue traducido al latín por Platón de Tívoli en 1138. El teólogo dominico Tomás de Aquino (1225-1274) siguió la propuesta aristotélica de que las estrellas gobiernan el imperfecto cuerpo «sublunar», en un intento por conciliar la astrología con el cristianismo que afirmaba que Dios gobierna el alma.
Se dice que el matemático, astrónomo, astrólogo y médico italiano del siglo XIII d. C., Campano de Novara (1220-1296) fue quien ideó el sistema de las casas astrológicas, que divide la prima vertical en «casas», todas ellas en arcos iguales de 30°, aunque este sistema ya estaba siendo utilizado en el Oriente.
El astrónomo del siglo XIII d. C. Guido Bonatti escribió el Líber astronómicus (‘libro astronómico’), del cual Enrique VII de Inglaterra (1457-1509) era propietario de una copia hacia finales del siglo XV d. C..
En la cántica del Paraíso, que es la parte final del poema medieval la Divina comedia, el poeta italiano Dante Alighieri hace referencia a los planetas astrológicos con lujo de detalles,
aunque adaptando la astrología tradicional a su punto de vista del cristianismo. Por ejemplo: usa el pensamiento astrológico en sus profecías sobre la reforma a la cristiandad.

#### Objeciones medievales

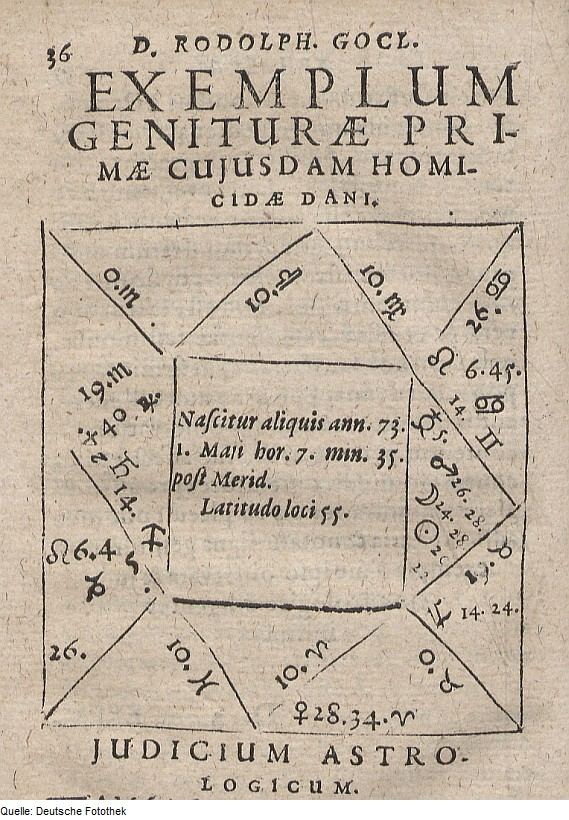
Rodolphi Goclenii Iun D. Aula Isenburgic de medicina ordinaria (1603). Horóscopo; xilografía sobre papel; fototeca alemana, Dresde (Alemania).

En el siglo VII d. C., Isidoro de Sevilla (c.556-636) en su Etimologías (Etymologiae u Originum sive etymologiarum libri viginti) sostuvo que la astronomía describe los movimientos de los cielos, mientras que la astrología tenía dos partes: una científica, que describe los movimientos del Sol, la Luna y las estrellas; y otra que hace predicciones y sería teológicamente errónea.
En contraste, en el siglo XIV d. C. John Gower (1330-1408) definió a la astrología como esencialmente limitada a la elaboración de predicciones.
La influencia de los astros estaba dividida a su vez en astrología natural, por ejemplo: los efectos en las mareas y el crecimiento de las plantas, y la astrología judiciaria, con sus predicciones de los supuestos efectos en las personas. No obstante, el escéptico del siglo XIV d. C. Nicolás Oresme (c. 1323-1382), incluyó la astronomía como parte de la astrología en su Livre de divinacions (‘libro de adivinaciones’).
Oresme sostuvo que los enfoques de su época sobre la predicción de plagas, guerras y sobre el clima, eran inadecuados, pero que tales predicciones eran un campo válido de investigación. Sin embargo, atacó el uso de la astrología para elegir el momento de las acciones —la llamada astrología judiciaria— como totalmente falsa, y rechazó que la acción humana esté sujeta a la determinación de las estrellas debido a la existencia de la libre voluntad. El fraile Laurens Pignon (c. 1368-1449) rechazó asimismo todas las formas de adivinación y determinismo, incluyendo el astral, en su obra Contre les devineurs (‘en contra de los adivinadores’; 1411).
Esto estaba en oposición a la tradición llevada por el astrónomo árabe Albumasar (787-886) cuyas obras Introductorium in astronomian (‘introducción a la astronomía’) y De magnis coniunctionibus (‘sobre la gran conjunción’), sostenían el enfoque de que tanto las acciones individuales como la historia a gran escala son determinadas por las estrellas.

### Renacimiento
Varios eruditos del Renacimiento practicaron la astrología para reyes y nobles, a los que principalmente daban consejos médicos y políticos.
Gerolamo Cardano (1501-1576) levantó el horóscopo del rey Eduardo VI de Inglaterra (1537-1553); a su vez John Dee (1527-1608 o 1609) fue el astrólogo personal de Isabel I de Inglaterra (1533-1603). En 1566, Catalina de Médici (1519-1589) le pagó a Nostradamus (1503-1566) para que verificase la predicción hecha por su consultor astrológico el obispo Luca Gaurico (1475-1558), sobre la muerte de su esposo el rey Enrique II de Francia (1519-1559). Los principales astrónomos que fungían como astrólogos para las cortes reales incluyen a Tycho Brahe (1546-1601) para la corte real de Dinamarca, Johannes Kepler (1571-1630) para los Habsburgo y Galileo Galilei (1564-1642) para los Médici. El astrónomo y astrólogo espiritual Giordano Bruno (1548-1600) fue quemado en la hoguera en Roma en 1600 acusado de herejía; el fundamento procesal se basó en varios puntos, entre los que se encuentran: «Decir que existen múltiples mundos; tener opiniones favorables sobre la metempsicosis y sobre la transmigración del espíritu en otros seres humanos después de la muerte; y por ocuparse en asuntos de magia y adivinación».
La distinción entre astrología y astronomía no era completamente clara en este tiempo. Con frecuencia, los avances en astronomía se debían al deseo de mejorar la exactitud de la astrología.
Durante la época isabelina en Inglaterra, fueron muy populares las efemérides, que contienen complejos cálculos astrológicos y astronómicos; y los almanaques, que interpretaban los acontecimientos celestes para su uso en medicina y para la elección de los momentos propicios para el sembradío.
En 1597, el matemático y médico inglés Thomas Hood (1799-1845), fabricó un conjunto de instrumentos de papel que utilizó para superponer las órbitas de los cuerpos celestes, dichos instrumentos permitían a los estudiantes conocer las relaciones de las estrellas fijas o constelaciones con el medio cielo y las doce casas astrológicas.
Las herramientas de Hood también ilustran, con fines pedagógicos, las relaciones entre los signos del zodiaco, los planetas y las partes del cuerpo humano que se creían gobernadas por planetas y signos.
Si bien, la presentación de Hood fue innovadora, su información astrológica era en gran medida la ya conocida, la cual fue o bien tomada del disco astrológico de Gerardus Mercator (1512-1594) que este último elaboró en 1551, o bien de una fuente utilizada por Mercator.
En Inglaterra la astrología alcanzó su cenit en el siglo XVII d. C.
Los astrólogos eran los teóricos, los investigadores y los ingenieros de la sociedad, también daban asesoramiento personal a cada monarca. Entre otras cosas, estos aconsejaban sobre el mejor momento para hacer un viaje o recoger la cosecha, diagnosticaban enfermedades físicas o mentales y hacían prescripciones médicas; y predecían desastres naturales. Todo esto se sustentaba en un sistema en el que el Todo —la gente, el mundo, el universo— está interconectado. La astrología coexistió tranquilamente con la religión, la magia y la ciencia.

### Ilustración y Edad Moderna
La astrología fue considerada por los pensadores de la Ilustración como el ejemplo arquetípico de la superstición, la creencia en fuerzas ocultas y superiores. Para ellos, la lucha contra la astrología parecía ser una batalla general, así como un compromiso político con el secularismo y el racionalismo en contra del oscurantismo. Paradójicamente, los argumentos críticos contra la astrología parecen más retóricos que lógicos, utilizando principalmente argumentos polémicos o de autoridad, en lugar de un enfoque razonado.
Hacia finales del siglo XVIII d. C., época del triunfo racionalista, es cuando se da el divorcio definitivo entre la astronomía y la astrología. El siglo XIX d. C. es científico. En Francia, la astrología quedó limitada a círculos esotéricos clandestinos como espiritistas, cabalistas, teósofos y otros.
En el Imperio británico, su estado evolucionó con el teósofo Alan Leo (1860-1917), quien realizó un análisis más categórico para las predicciones, basándose en que el carácter forja el destino.
Por el contrario, un compilador inglés de almanaques, Richard Saunders, siguió el espíritu de la época e imprimió un irónico Discourse on the invalidity of astrology (‘discuso sobre la invalidez de la astrología’); mientras que en Francia el Diccionario de Pierre Bayle de 1967 sostenía que el tema era pueril.
En el siglo XX d. C., la astrología pasó por un renacimiento popular como parte del espiritualismo y más tarde, como parte de la filosofía de la nueva era, y a través de almanaques, revistas y programas de radio y televisión. Las nuevas versiones incorporan afirmaciones sobre los valores simbólicos de los planetas que orbitan más allá de Saturno y de los asteroides, así como nuevas teorías, como la astrología estadística A principios de este siglo, la astrología reaparece en el campo científico a través de la psicología profunda desarrollada por Carl Gustav Jung (1875-1961). Durante su exploración de los símbolos antiguos, dijo descubrir, a pesar de todo, una fuerte relación entre la astrología y la psicología:

Lo que es sorprendente es que realmente había una curiosa coincidencia entre los hechos astrológicos y los hechos psicológicos, por lo que podemos aislar un momento en el tiempo a partir de las características de un individuo y, también, podemos deducir sus características en un momento dado en el tiempo
The puzzling thing is that there is really a curious coincidence between astrological and psychological facts, so that one can isolate time from the characteristics of an individual, and also, one can deduce characteristics from a certain time.
Carl Jung (1929)

## Principios y práctica
Los partidarios de la astrología la han definido como un lenguaje simbólico, una forma de arte, una ciencia y un método de adivinación.
Aunque la mayoría de los sistemas culturales con raíces comunes, comparten las filosofías antiguas astrológicas que influyeron en unos y en otros; muchos tienen metodologías únicas que difieren de las desarrolladas en Occidente. Tales sistemas incluyen la astrología china y la astrología hinduista (relacionada con la religión hinduista, creada a mediados del I milenio a. C.) ―que en tiempos modernos se prefiere mencionar erróneamente como «astrología védica» (para darle una antigüedad que no corresponde, ya que la religión védica desapareció ante la aparición de la religión hinduista)―.

### Occidental
La astrología occidental clásica es el estudio de los efectos de los cuerpos celestes como el Sol, la Luna, Mercurio, Venus, Marte, Júpiter, Saturno, Urano y Neptuno; las estrellas fijas y algunas veces los nodos lunares en relación con el mundo «sublunar». Presupone un universo geocéntrico y finito. La influencia de los cuerpos celestes es diversamente considerada como el absoluto determinante de todos los movimientos de los cuatro elementos «sublunares», que la física aristotélica acepta como base para la descripción de esta influencia —sobre los cuatro humores—, algo modificada por los conceptos neoplatónicos. Tal influencia puede ser direccional, es decir, que las tendencias pueden ser cambiadas por las futuras influencias astrales o por la intervención de un ente sobrenatural, por lo general el hecho de preguntar o consultar a un astrólogo o a un sacerdote. También puede ser meramente indicativa de la voluntad divina. Así definida, la astrología occidental no pudo haber existido antes de la época helenística y, desde luego, no es la misma que la babilónica, la egipcia o la hindú.

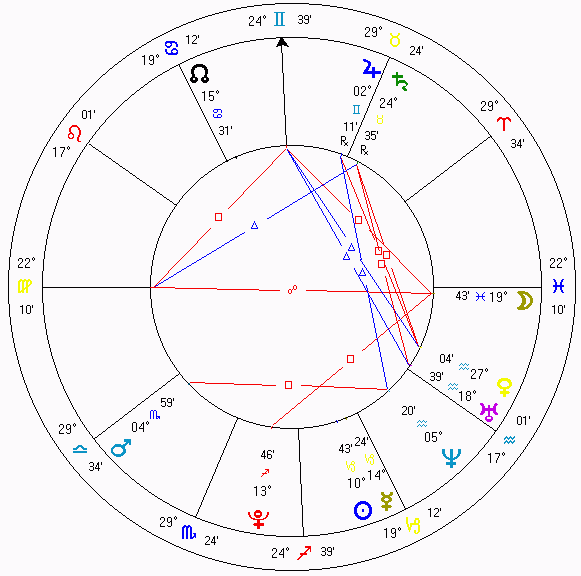
Horóscopo que muestra las posiciones planetarias y sus aspectos para el inicio del tercer milenio en São Paulo, estado de São Paulo, Brasil.

Los movimientos de los cuerpos celestes son analizados por su desplazamiento a través de los signos del zodiaco, el cual consiste en doce divisiones espaciales de la eclíptica; y por sus aspectos, que son las relaciones angulares entre estos cuerpos celestes. También se estudia su ubicación en alguna casa astrológica, que son las doce divisiones espaciales del cielo.
La imagen que se tiene de la astrología en tiempos modernos, se deriva de la que hacen los medios masivos de comunicación, que por lo general reducen la astrología al signo solar, es decir, solo consideran al signo zodiacal en el cual el Sol se encontraba a la fecha de nacimiento de un individuo. Esto solo representa el 8 % del horóscopo total.
Visualmente, el horóscopo es un mapa circular del cielo, llamado técnicamente radix, con la tierra en el centro que expresa el conjunto de relaciones para la hora y lugar en que tuvo lugar el evento elegido. Estas relaciones contemplan los «siete planetas», los doce signos del zodiaco y las doce casas, que indican tendencias hacia la guerra, el amor, entre otras. En el momento elegido y observados desde el lugar indicado, cada planeta estará en un signo y en una casa en particular, creándose así dos tipos de relación.
Un tercer tipo de relación se establece por el aspecto entre planetas en donde, por ejemplo, dos planetas que se encuentran en una distancia angular de 120° están en trígono que es una relación «armoniosa»; cuando la distancia angular es de 90° se encuentran en cuadratura, el cual es un aspecto «inarmónico».
El conjunto de estas relaciones y sus interpretaciones supuestamente forman «el lenguaje en el que los cielos hablan a los hombres entendidos».

### Hindú
El texto védico más temprano de astronomía es el Vedanga-yiotisha, que es una colección de los pensamientos hinduistas, la cual más tarde también incluyó a la astrología hinduista.
La astrología natal hindú, se originó gracias a la helenística a mediados del siglo III a. C.,
aunque incorporando las casas lunares hindúes.
Los nombres de los signos —por ejemplo: para Aries, en griego «Krios», en hindi «Kriya»—, los planetas —por ejemplo: para el Sol, en griego «Helios»», en hindi «Heli»—, y términos astrológicos —como por ejemplo, en griego «apoklima» para la declinación y «sunaphe» para la conjunción planetarias, en hindi «apoklima» y «sunapha»—; y que pueden ser encontrados en los textos del astrónomo, matemático y astrólogo hindú Varaja Mijira (505-587), fueron considerados en 1893 por James Burgess, como evidencia concluyente del origen griego de la astrología hindú.
Las técnicas indias también pueden haber sido aumentadas con las de Babilonia.

### China y Este asiático

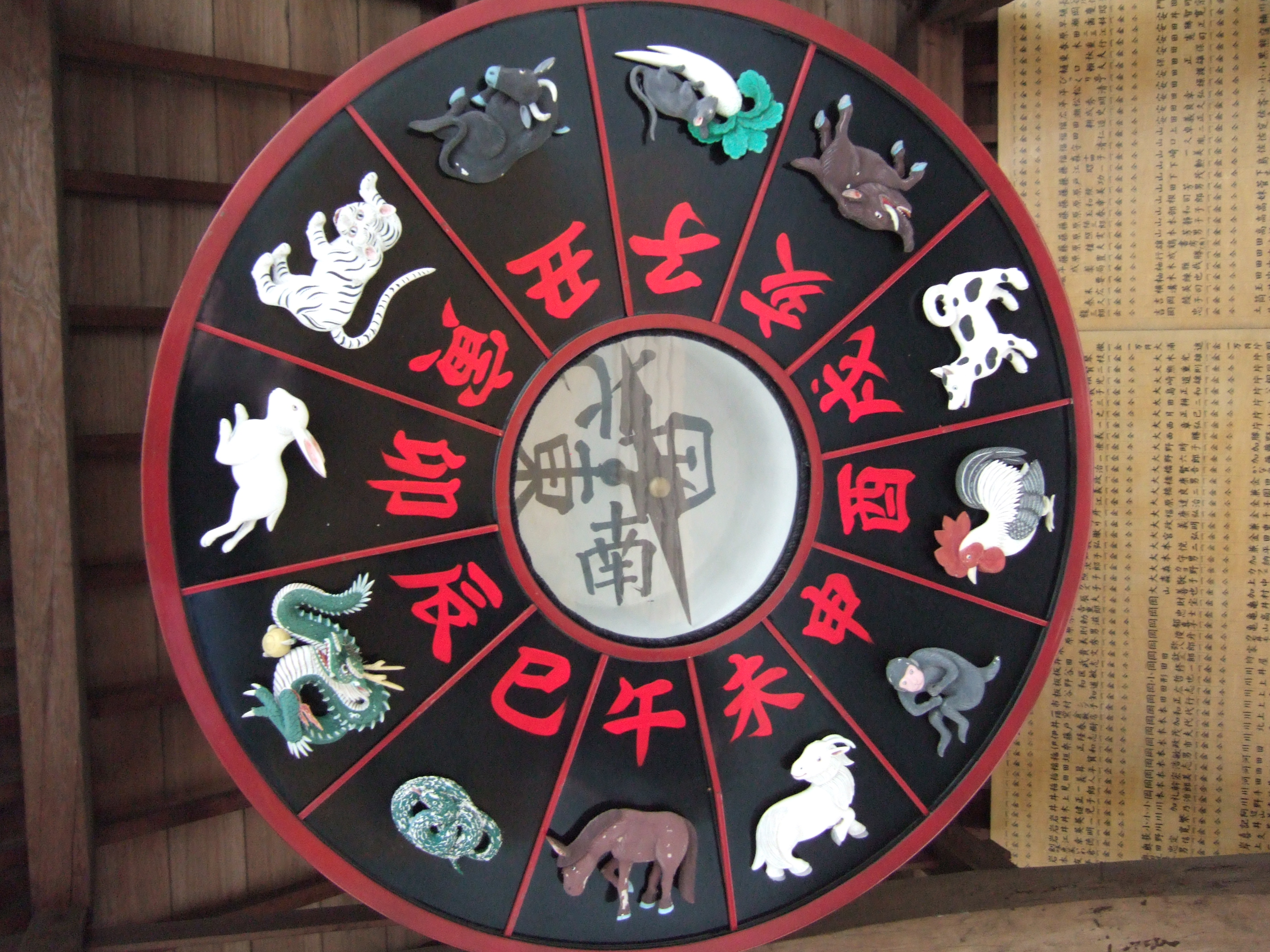
Signos zodiacales de la astrología china. Medallón suspendido del techo de un templo en Kurashiki, Okayama, Japón.

La astrología china tiene una estrecha relación con la filosofía china —teoría de las tres armonías: cielo, tierra y humano—, también hace uso de conceptos como el yin y el yang, las cinco fases, los diez troncos celestiales, las doce ramas terrestres y la unidad de medida shichen (時辰) —una forma de cronometraje utilizada con propósitos religiosos—. El uso temprano de la astrología en China, se limitó principalmente a la astrología política, a la observación de fenómenos inusuales, a la identificación de los portentos y a la selección de los días propicios para eventos y decisiones.
No son utilizadas las constelaciones del zodiaco occidental ni las del zodiaco chino; en cambio el cielo es dividido en tres recintos (三垣 pinyin: sān yuán) y veintiocho mansiones (二十八宿 pinyin: èrshíbā xiù) que a su vez están divididas en doce secundarias (十二次 pinyin: Shí'èr cì).
El zodiaco chino de doce signos representa doce diferentes tipos de personalidad. Se basa en los ciclos de los años y meses lunares, y los períodos de dos horas del día: el «shichen». El zodiaco tradicionalmente comienza con el signo de la rata y el ciclo continúa a través de los otros once animales: el buey, el tigre, el conejo, el dragón, la serpiente, el caballo, la cabra, el mono, el gallo, el perro y el cerdo.
Los complejos sistemas para pronosticar el destino y las predicciones hechas a partir de la fecha y hora de nacimiento, como el «Ziping» y el «Zi Wei Dou Shu» (chino simplificado: 紫微斗数, chino tradicional: 紫微斗數; pinyin: zǐwēidǒushù), todavía son utilizados con regularidad en la astrología china actual; pero no se sustentan en observaciones directas de las estrellas.
El zodiaco coreano es igual al chino; el zodiaco vietnamita es idéntico a éstos excepto que el segundo animal es el buey de agua en vez del buey y el cuarto animal es el gato en lugar del conejo. Desde 1873, los japoneses celebran el año nuevo el 1 de enero según el calendario gregoriano. El zodiaco tailandés no inicia con el año nuevo chino, sino que inicia el primer día del quinto mes del calendario lunar tailandés o durante el festival de Songkran, cuya celebración inicia el 13 o el 15 de abril, acorde a la finalidad del uso.

## Puntos de vista teológicos

### Antigüedad
San Agustín (354-430) creía que el determinismo de la astrología entra en conflicto con las doctrinas cristianas sobre el libre albedrío de los seres humanos y su responsabilidad sobre sus actos y que Dios no es la causa del mal. Así mismo, situó su posición filosófica al citar el fracaso de la astrología para explicar por qué los gemelos se comportan de manera diferente aunque son concebidos en el mismo instante y nacen aproximadamente al mismo tiempo.

### Medioevo
Algunas de las prácticas de la astrología fueron refutadas en el ámbito teológico por los astrónomos medievales islámicos, como Al-Farabi (c. 872-c. 950), Alhacén (965-1040) y Avicena (c. 980-1037). Ellos dijeron que los métodos de los astrólogos entran en conflicto con los ortodoxos puntos de vista de los eruditos religiosos del islam, porque tales métodos sugieren que la voluntad de Dios puede ser conocida y predicha con antelación. Por ejemplo: la obra Refutación contra la astrología (Risala fi ibtal ahkam al-nojum) de Avicena, argumenta en contra de la práctica astrológica y a la vez apoya el principio de que los planetas pueden actuar como agentes de la causalidad divina. Avicena consideraba que el movimiento de los planetas influencia la vida en la tierra de una manera determinista, pero argumentó en contra de la posibilidad de diagnosticar la influencia exacta de las estrellas. Básicamente, Avicena no negaba el dogma central de la astrología, pero negó nuestra capacidad para comprender la precisión de las predicciones fatalistas. Ibn Qayyim al-Ŷawziyya (1292-1350) en su obra Miftah dar al-SaCadah, también utilizó argumentos de la física astronómica para cuestionar la práctica de la astrología judiciaria.
Reconoció que las estrellas son mucho más grandes que los planetas, argumentando:
| Y ya que ustedes, astrólogos, responden que es precisamente debido a esta distancia y pequeñez que tales influencias son insignificantes, entonces ¿por qué es que ustedes reclaman una fuerte influencia para Mercurio, el cuerpo celeste más pequeño? ¿Por qué es que ustedes han dotado de influencias al ascendente (Al-Ra's) y al descendente (Al-dhanab), que son dos puntos imaginarios? —Ibn Qayyim Al-Ŷawziyya |

### Renacimiento
El papa Sixto V (1521-1590) emitió la bula Coeli et terrae creator (‘creador del cielo y de la tierra’) el 5 de enero de 1586,
por la cual prohibió la práctica de la astrología judiciaria, permitiendo solo aquella que puede ser útil en la navegación, la agricultura y la medicina, así como también la astrología natal y la mundana.
El papa Urbano VIII (1568-1644) promulgó la bula Inscrutábilis iudiciorum (‘inescrutabilidad del juicio’) el 10 de abril de 1631,
por la cual condenó las predicciones astrológicas sobre la muerte de príncipes y de papas.

### Modernos
En el Catecismo de la Iglesia católica se afirma que tanto la adivinación como la astrología predictiva son incompatibles con las creencias católicas modernas, como el libre albedrío:

Todas las formas de adivinación deben rechazarse: el recurso a Satán o a los demonios, la evocación de los muertos, y otras prácticas que equivocadamente se supone «desvelan» el porvenir (cf Deuteronomio 18:10; Libro de Jeremías 29:8). La consulta de horóscopos, la astrología, la quiromancia, la interpretación de presagios y de suertes, los fenómenos de visión, el recurso a «médiums» encierran una voluntad de poder sobre el tiempo, la historia y, finalmente, los hombres, a la vez que un deseo de granjearse la protección de poderes ocultos. Están en contradicción con el honor y el respeto, mezclados de temor amoroso, que debemos solamente a Dios.
Catecismo de la Iglesia católica, punto 2116 
 (cursivas en el original).

## Clasificación teórica de la astrología occidental

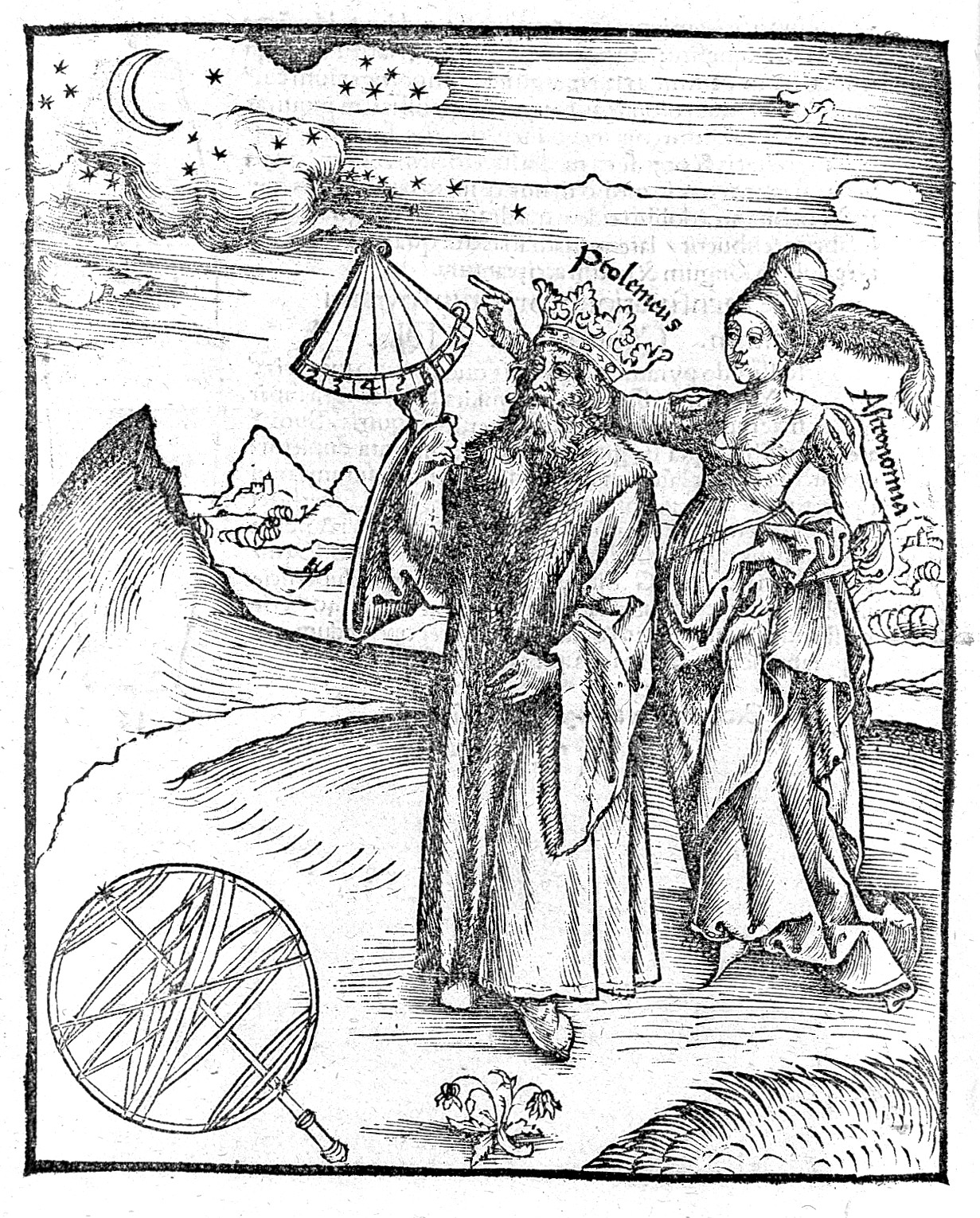
Ptolomeo y Astronomía (1503); grabado en madera de Gregor Reisch. Tomado de su libro Margarita philosophica. Friburgo de Brisgovia, Baden-Wurtemberg, Alemania.

Desde la perspectiva epistemológica la astrología, en sus inicios históricos, es un tipo de protociencia. Se basa en la idea, aceptada generalmente en su época, de que los cuerpos celestes «ejercen una influencia directa sobre los acontecimientos terrenales», entendiéndose como una ley natural universal. Basados en este supuesto, los primeros astrólogos usaron modelos matemáticos para demostrar las regularidades en los fenómenos naturales observables. Desde ese momento la astrología ocupó un lugar crucial para predecir la ocurrencia de ciertos eventos gracias a la elaboración de detalladas tablas. Para determinar la posición y la órbita de un planeta eran necesarias complejas fórmulas de geometría y trigonometría. Por lo tanto, fue en estas prácticas, que no en la superstición, que se da una temprana forma de ciencia. La búsqueda de regularidades en los fenómenos naturales y su descripción completa en forma racional es un procedimiento científico típico. Es por esto que el filósofo de la ciencia de origen prusiano Ernst Cassirer (1874-1945) vio en la astrología un principio de forma de pensamiento científico, valiéndose de declaraciones como: «aquellas pueden parecer en detalle como inciertas y sin fundamento, pero el tipo general de pensamiento causal pertenece al razonamiento causal». La astrología es, pues, un igual a la ciencia moderna en su descripción del mundo; pero se basa en un tipo completamente diferente de «concepción del mundo»; por lo tanto una refutación de la astrología no puede verse únicamente desde el punto de vista epistemológico.
Bajo el criterio de falsabilidad, propuesto por el austríaco filósofo de la ciencia Karl Popper (1902-1994), la astrología es una pseudociencia.
Popper consideró a la astrología como «pseudoempírica» en la que «se hace un llamamiento a la observación y a la experimentación»; que «sin embargo, no está a la altura científica». A diferencia de las disciplinas científicas, la astrología no ha respondido a la falsificación mediante la experimentación. Al contrario que Popper, el estadounidense filósofo de la ciencia Thomas Kuhn (1922-1996) argumentó que no era la falta de falsabilidad lo que hace que la astrología no sea científica, sino que, más bien, son sus procesos y conceptos los que no son empíricos.
Para Kuhn, aunque históricamente los astrólogos habían hecho predicciones que «fallaron categóricamente», esto en sí mismo no hace de la astrología poco científica, como tampoco a los intentos de los astrólogos de explicar el fracaso afirmando que fue debido a la difícil elaboración de un horóscopo. Por el contrario, a los ojos de Kuhn, la astrología no es una ciencia, ya que se asemeja más a la medicina medieval; pues en esa época, los astrólogos seguían una secuencia de reglas y directrices de un campo que tenía, aparente y necesariamente, deficiencias conocidas, pero que no hicieron alguna investigación porque estos campos no eran susceptibles de ser investigados, ya que «no tenían enigmas para resolver, por lo tanto no había ciencia que aplicar». Mientras que un astrónomo puede corregir un error, un astrólogo no puede. Un astrólogo solo puede explicar el fallo, pero no puede revisar el postulado astrológico de una manera significativa. Por lo tanto, para Kuhn, aun si las estrellas influyesen durante el trasegar de los seres humanos, la astrología seguiría sin ser científica.
El canadiense filósofo de la ciencia Paul R. Thagard (1950) cree que la astrología no puede ser considerada como falseada en tal sentido hasta que haya sido reemplazada por un sucesor. En el caso de la predicción del comportamiento, la psicología es la alternativa. Para Thagard, otro criterio de clasificación teórica de ciencia a pseudociencia se debe a que el estado actual de la técnica astrológica debe progresar y que la comunidad de investigadores deberían estar tratando de comparar la teoría actual con alternativas y no ser «selectivos en atención a las confirmaciones y contraconfirmaciones». El progreso es definido aquí como explicación de los nuevos fenómenos y la solución de los problemas existentes, sin embargo, la astrología no ha logrado progresar y solo ha cambiado muy poco en casi dos mil años Para Thagard, los astrólogos actúan como si dedicasen a una ciencia normal, creyendo que los fundamentos de la astrología están bien establecidos pese a los «muchos problemas sin resolver», y se ve confrontada por mejores teorías alternativas como la psicología. Por estas razones Thagard ve a la astrología como una pseudociencia.
Para el filósofo Edward W. James, la astrología es irracional no a causa de los numerosos problemas con los mecanismos y falsabilidad debidos a los experimentos, sino porque un análisis a la literatura astrológica muestra que se infunde con una lógica falaz y un razonamiento pobre.
| ¿Qué pasaría si en todos los escritos astrológicos en los que encontremos: poca apreciación por la coherencia, insensibilidad flagrante hacia las pruebas, falta de sentido de la jerarquía de las razones, leve dominio sobre la fuerza contextual de los criterios, obstinada falta de voluntad para perseguir la raíz de un argumento, marcada ingenuidad sobre la eficacia de explicación; y así sucesivamente? En ese caso, creo, nuestro rechazo a la astrología por irracional está perfectamente justificado. [...] La astrología simplemente no cumple con las múltiples demandas del verdadero razonamiento. —Edward W. James |

## Críticas científicas a la astrología occidental

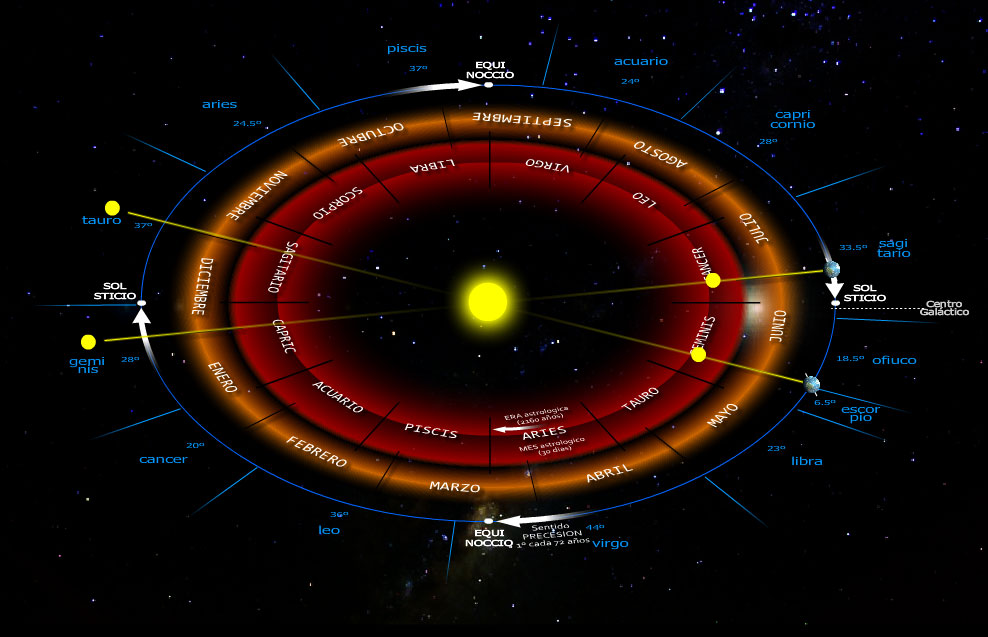
Una de las críticas más comunes a la astrología es que los signos zodiacales no coinciden con la posición astronómica de las constelaciones, de manera que más del 95% de la población no ha nacido realmente bajo la influencia de los astros que definen su signo.

Parte de la comunidad científica ha catalogado a la astrología como una pseudociencia argumentando que su descripción del universo carece de validez o capacidad explicativa.
Además, ésta no propone un mecanismo de acción que explique satisfactoriamente cómo la posición y movimientos de las estrellas y de los planetas afecta a las personas y acontecimientos en la tierra, de acuerdo a los principios básicos de la biología y la física.
En 1975 un grupo de 186 científicos de diferentes disciplinas «preocupados por el incremento de la aceptación de la astrología en muchas partes del mundo» firmaron un manifiesto, originalmente publicado en la revista estadounidense The Humanist, expresando sus objeciones a la astrología y alertando de la falta «de fundamento científico de sus principios». En un estudio, los astrólogos que trataron de igualar las cartas natales con unos perfiles generados a partir de un inventario psicológico, no produjeron resultados significativamente diferentes a los que pudieron haber sido obtenidos por azar.
También se ha demostrado que el sesgo de confirmación es un factor psicológico que contribuye a la creencia en la astrología. El sesgo de confirmación es una forma de sesgo cognitivo.
Según la literatura disponible sobre astrología, sus seguidores tienden a recordar selectivamente aquellas predicciones que han resultado ciertas y a olvidar aquellas que resultaron ser falsas. Otra forma diferente de sesgo de confirmación también desempeña una función en la cual los convencidos no logran distinguir, a menudo, entre los mensajes que demuestran habilidad especial para la astrología de los que no la tienen.
Así, hay dos formas distintas de sesgo de confirmación que se encuentran bajo estudio con respecto a las convicciones astrológicas.

### Eficacia

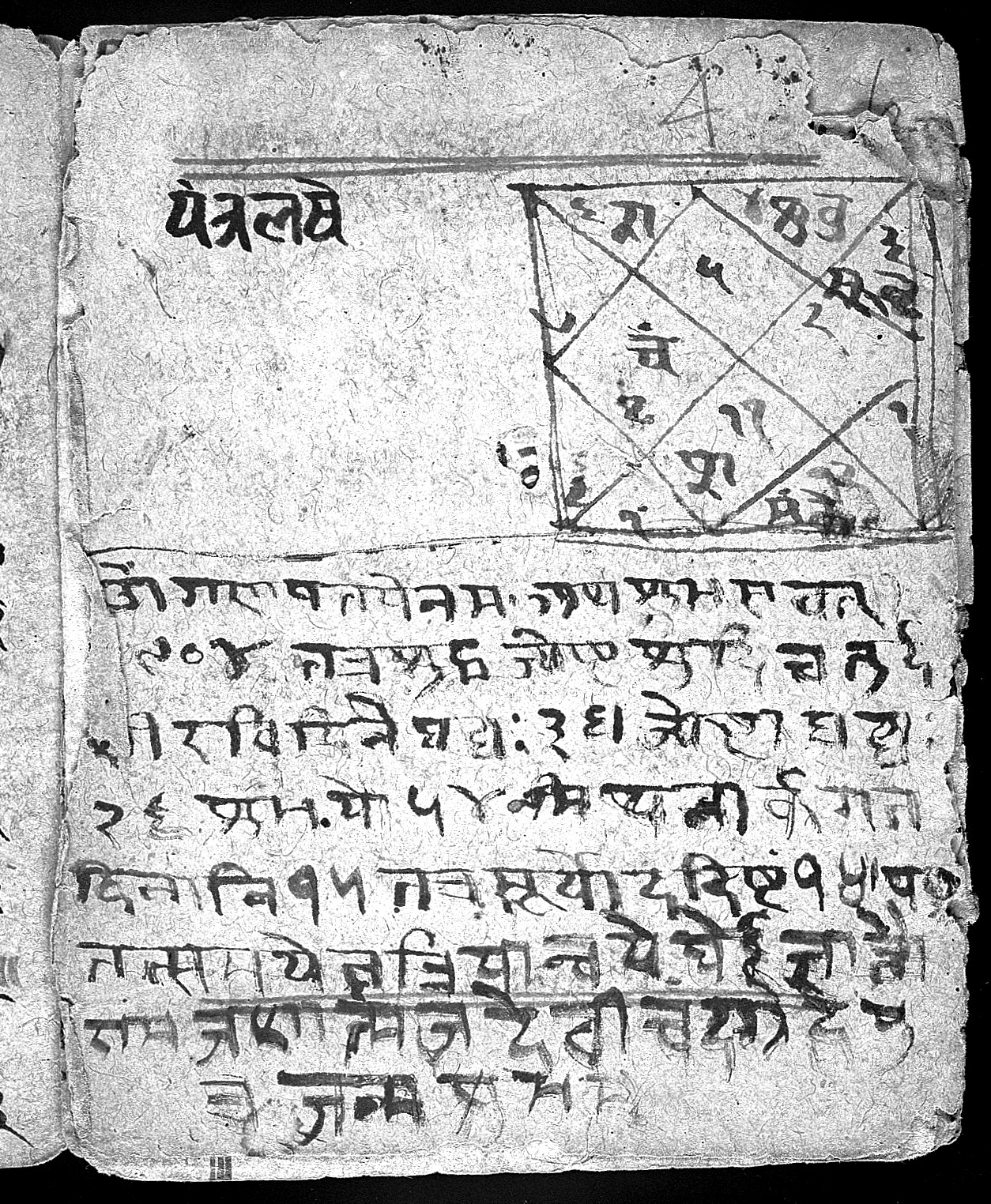
Una carta astrológica en el manuscrito indio 341, folio 4a, de autor desconocido. La letra devanagari utilizada en el texto fue creada hacia el siglo XI d. C.

La astrología no demostró su eficacia en los estudios controlados por lo que no tiene validez desde un punto de vista científico. En estos estudios se hicieron predicciones falsas en condiciones controladas. Un experimento muy conocido incluyó a 28 astrólogos a quienes se les pidió que hiciesen coincidir más de cien cartas natales con unos perfiles psicológicos habidos en el cuestionario, estos perfiles fueron generados a partir del «California psychological inventory» (Inventario psicológico de California). El protocolo experimental doble ciego utilizado en este estudio fue acordado por un grupo de físicos y un grupo de astrólogos, estos últimos fueron nombrados por el Consejo Nacional de Investigación Geocósmica (organización de astrólogos) de Estados Unidos, la cual asesoró los experimentos, ayudó a asegurar que la prueba fuese justa y ayudó a redactar la propuesta central para ser probada en la astrología natal. También eligieron 26 de los 28 astrólogos seleccionados para las pruebas; después, a este grupo se unieron otros dos voluntarios. El estudio fue publicado en 1985 por la revista científica Nature, se constató que las predicciones basadas en la astrología natal no fueron mejores que el azar, y que la prueba «refuta claramente la hipótesis astrológica».
El psicólogo Michel Gauquelin (1928-1991) declaró en 1955 que a pesar de que no había encontrado pruebas para apoyar indicadores tales como los signos zodiacales y los aspectos planetarios de la astrología, sí había encontrado correlaciones positivas entre las posiciones diurnas de algunos de los planetas y acierto en algunas profesiones que la astrología asocia tradicionalmente a aquellos planetas. El más conocido de los hallazgos de Gauquelin está fundamentado en la posición de Marte en las cartas natales de los deportistas exitosos, a este hallazgo se le conoce como el efecto Marte Sin embargo, en un estudio realizado por siete científicos franceses se intentó replicar sus afirmaciones, pero no se encontró evidencia estadística para hacerlo. Estos científicos atribuyeron la falta de evidencia estadística al sesgo selectivo de parte de Gauquelin, y le acusaron de intentar persuadirlos para añadir o suprimir los nombres de algunos deportistas para sus estudios.
El ex astrólogo y doctor en química analítica Geoffrey Dean sugirió que tal sesgo selectivo pudo deberse más a las fechas de nacimiento dadas por los padres en lugar de cualquier problema en el estudio de Gauquelin. Su sugerencia fue que es posible que un pequeño subgrupo de padres tuviesen registros de nacimiento modificados para que concordasen con un momento astrológico relacionado con alguna profesión escogida por ellos. La muestra fue tomada en un tiempo en el cual la creencia en la astrología era común. Gauquelin no pudo encontrar el «efecto Marte» en poblaciones más recientes, las cuales tienen registros de nacimientos hechos por una enfermera o por un médico. El número de nacimientos en condiciones astrológicas indeseables también fue menor, lo que indica que hay más evidencia de que los padres eligieron la fecha y la hora de registro de nacimiento de acuerdo con sus convicciones.
Dean y el psicólogo Ivan Kelly, realizaron una prueba científica a gran escala que incluyó más de cien variables cognitivas, conductuales, fisiológicas, entre otras, pero no encontraron sustento para la astrología.
Además, fue realizado un metaanálisis de cuarenta estudios que contaron con la participación de 700 astrólogos y más de mil cartas natales. En diez de las pruebas, que tuvieron un total de 300 participantes, se les indicó a los astrólogos que escogiesen la correcta interpretación de la carta astrológica de una serie de interpretaciones en las que había unas incorrectas —entre 3 a 5—. Cuando la fecha y otros datos obvios fueron eliminados, no se hallaron resultados significativos que sugiriesen que hubo preferencia, por parte de los astrólogos, en las cartas que escogieron.

### Ausencia de mecanismos y consistencia
Probar la validez de la astrología puede ser difícil pues no hay consenso entre los astrólogos en cuanto a lo que ella es y en cuanto a lo que puede predecir. A la mayoría de los astrólogos de oficio se les paga para predecir el futuro o para describir la personalidad y la vida de un individuo, pero la mayoría de los horóscopos solo hacen declaraciones no comprobables y vagas las cuales puede ser aplicadas a casi cualquier persona.
Muchos astrólogos afirman que la astrología es científica, mientras que algunos han propuesto mecanismos de acción convencionales como agentes causales, tales como: el electromagnetismo y la gravedad.
Los científicos rechazan estos mecanismos pues los consideran inverosímiles, ya que, por ejemplo, cuando el campo magnético de un planeta enorme, pero distante como Júpiter, es medido desde la Tierra, resulta ser mucho menor que el producido por aparatos electrodomésticos.

## Impacto cultural

### Política y sociedad occidentales

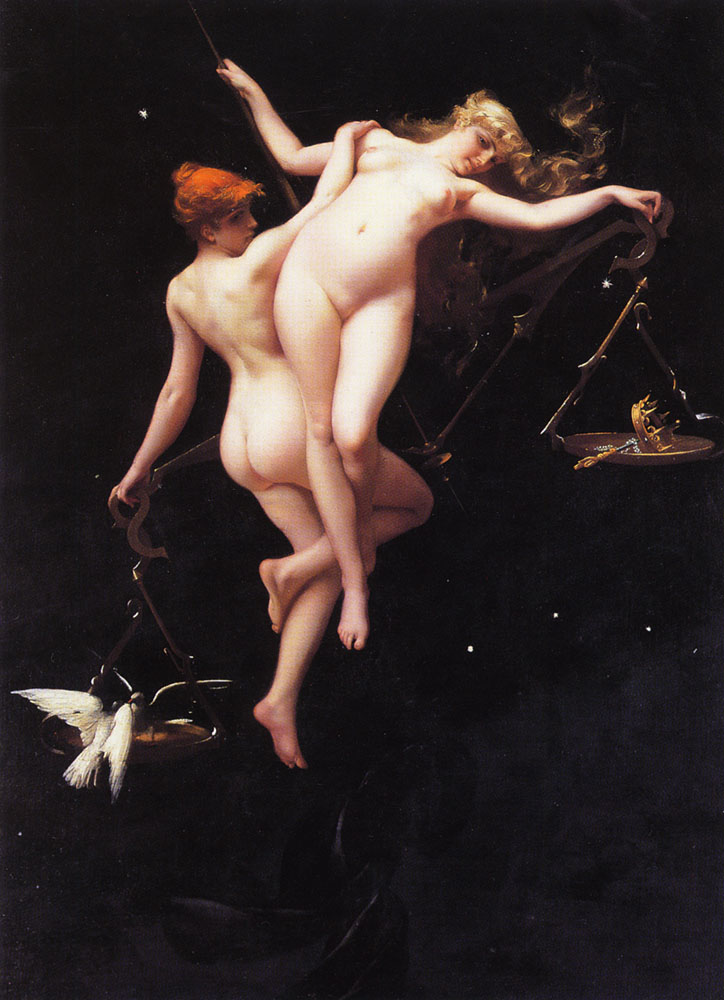
La balanza del zodíaco, de Luis Ricardo Falero (1851-1896). Óleo sobre tabla. Colección privada.

En Occidente, a veces los líderes políticos consultan astrólogos. El escritor y astrólogo Louis de Wohl (1903-1961), brindó sus conocimientos astrológicos a la agencia de inteligencia británica MI5, luego de que se supo que Adolf Hitler basaba sus acciones de acuerdo a la astrología. La Oficina de Guerra se mostró muy «interesada en conocer lo que los astrólogos de Hitler le estarían diciendo semana tras semana».
Posteriormente se demostró que Hitler consideraba a la astrología como un «completo disparate».
En 1953, el filósofo, sociólogo, teórico de música y compositor alemán Theodor Adorno (1903-1969), dirigió un análisis de la columna astrológica de un periódico de Los Ángeles como parte de un proyecto de la cultura de masas en la sociedad capitalista. Adorno creía que la astrología popular, como mecanismo, invariablemente condujo a declaraciones que fomentaban la conformidad y que aquellos astrólogos columnistas que iban en contra de tal conformidad —desalentando el rendimiento en el trabajo, etcétera—, se arriesgaban a perder su empleo. Adorno llegó a la conclusión de que la astrología era una manifestación a gran escala del irracionalismo sistemático, donde los individuos son conducidos, sutilmente, a través de la adulación y vagas generalizaciones para hacerles creer que el autor de la columna se dirige directamente a ellos.
Estableció un paralelismo con la frase «opio del pueblo» de Karl Marx, comentando: «El ocultismo es la metafísica de los idiotas».
A finales de 1960 hubo un auge en el interés por la astrología. El sociólogo Marcelo Truzzi describió tres niveles de participación de los «creyentes de la astrología» para dar cuenta de su revivida popularidad pese al descrédito científico. Encontró que la mayoría de los «creyentes de la astrología» no afirmaron que existiese alguna explicación científica para el poder predictivo. En cambio, aquellos que estaban superficialmente involucrados en la astrología, sabiendo «casi nada» acerca de la «mecánica astrológica», leían las columnas astrológicas de los periódicos, lo que podría ser benéfico para el «manejo de la tensión producida por las ansiedades» y para «un sistema de creencias cognitivas que trasciende la ciencia».
Los que se encontraban en un segundo nivel, por lo general eran de los que solicitan se les confeccione su horóscopo en una búsqueda de consejos y predicciones. Estos eran mucho más jóvenes que los que están en el primer nivel, los cuales podrían beneficiarse del conocimiento del lenguaje astrológico, con el resultado de la capacidad de pertenecer a un grupo coherente y exclusivo. Los que estaban en el tercer nivel se encontraban altamente involucrados y, por lo general, confeccionaban por sí mismos sus horóscopos. La astrología proveyó a esta pequeña minoría de «creyentes» de una «visión significativa de su universo y [les dio] una comprensión de su lugar en él» (cursivas en el original). Este tercer grupo tomó en serio a la astrología, posiblemente como un dosel sagrado, mientras que los otros dos grupos la tomaron en broma y con irreverencia.
Después de que un tal John Hinckley intentó asesinar al entonces presidente estadounidense Ronald Reagan (1911-2004) el 30 de marzo de 1981, su esposa ―la primera dama Nancy Reagan (1921-2016)―, contrató a la astróloga Joan Quigley (1927-2014) para que fuese la astróloga secreta de la Casa Blanca. Sin embargo, el trabajo de Quigley terminó en 1988 cuando salió a la luz pública su función en la Casa Blanca gracias a las memorias de Donald Regan (1918-2003), exjefe de personal.
Junto a la lectura del tarot, la astrología es uno de los estudios fundamentales del esoterismo occidental, y como tal ha influido en los sistemas de creencias mágicas como la wicca no solo entre esta sino que también en el hermetismo occidental; los dos inmediatamente anteriores han tomado elementos o han sido influenciados por la tradición esotérica occidental.
La psicóloga y antropóloga estadounidense Tanya Luhrmann (1959-) dijo que «todos los magos saben algo de astrología» haciendo referencia a una tabla de correspondencias en el libro The spiral dance de la escritora Starhawk (Miriam Simos, 1959-), esta tabla, organizada por planetas, puede ser un ejemplo del saber astrológico estudiado por los magos.
El estudio Jóvenes españoles 99, realizado en España en 1999 por la Fundación Santa María y coordinado por el sociólogo Francisco Javier Elzo (1942-) reveló que el 41 % de los encuestados creía en la astrología.
Unas encuestas realizadas en 2005 y en 2009 por Gallup solicitadas por el Centro de Investigación Pew; informaron que el 25 % de los adultos estadounidenses creían en la astrología.
Según los datos publicados por la Fundación Nacional para la Ciencia en su publicación Science and engineering indicators 2014, puede leerse que «en 2012, una menor cantidad de estadounidenses rechazaron la astrología, que en años recientes».
En este estudio se nota que en 2012 «un poco más de la mitad de los estadounidenses dijeron que la astrología era “nada científica”, mientras que casi dos tercios dieron esta respuesta en 2010. El porcentaje comparado no había sido tan bajo desde 1983».

### India y Japón
En India hay una establecida y generalizada creencia en la astrología. Se le utiliza comúnmente para la vida diaria, sobre todo en materia de matrimonio y carrera, haciéndose amplio uso de las astrologías electiva, horaria y kármica.
Los políticos de este país también han sido influenciados por la astrología.
Todavía se le considera una rama de los Vedanga.
En 2001, los científicos y políticos indios debatieron y criticaron una propuesta para usar dinero del Estado para financiar una investigación astrológica, lo que tuvo como consecuencia que las universidades indias adquiriesen el permiso para ofrecer el curso de astrología védica.
En febrero de 2011, el Tribunal Superior de Bombay reafirmó la posición de la astrología en la India al desestimar un caso que desafió su estatus científico.
En Japón la fuerte creencia en la astrología ha dado lugar a dramáticos cambios en la tasa de fecundidad y en el número de abortos en los años del caballo de fuego (Hinoeuma). Los partidarios creen que las mujeres nacidas en años hinoeuma son incasables y traen la mala suerte al padre y al marido. En 1966, el número de nacimientos se redujo en más del 25 % pues los padres trataron de evitar el estigma de tener una hija nacida en el año hinoeuma.

### Literatura y música
Los poetas ingleses John Gower (1330-1408) y Geoffrey Chaucer (1343-1400) del siglo siglo XIV d. C., hicieron referencias a la astrología en sus obras; de las que pueden mencionarse: Confessio Amantis de Gower y Los cuentos de Canterbury de Chaucer. Chaucer hizo comentarios explícitos sobre astrología en su Tratado sobre el astrolabio, demostrando conocimiento profundo en un área: la astrología judicial, pues da cuenta de cómo calcular el signo ascendente.
En el siglo XV d. C., en la literatura inglesa las referencias a la astrología pasaron a ser símiles de «cuestión de proceso temporal».
En el siglo siglo XVI d. C., la obra de John Lyly (1554-1606) La mujer en la Luna (1597), está motivada en su totalidad en la astrología,
mientras que Christopher Marlowe (1564-1593) hace referencias astrológicas en sus obras La trágica historia del doctor Fausto y Tamburlaine (ambos c. 1590), y Philip Sidney (1554-1586) hace referencia a la astrología, al menos cuatro veces, en su romance La condesa de la arcadia del Pembroke (c. 1580).
Edmund Spenser (1552 o 1553-1599) utiliza la astrología tanto decorativa como casualmente en su poesía, revelando «[...] sin lugar a dudas un interés permanente en la técnica, un interés compartido por un gran número de sus contemporáneos».
La obra de George Chapman (1559-1634), La conspiración y tragedia de Carlos, duque de Byron (1608), utiliza, igualmente, a la astrología como un mecanismo casual en el drama.
La actitud de William Shakespeare (c. 1564-1616) hacia la astrología no es clara, pues cuenta con referencias contradictorias en obras de teatro, entre las que se encuentran: El rey Lear, Antonio y Cleopatra y Ricardo II.
Shakespeare estaba familiarizado con la astrología e hizo uso de su conocimiento astrológico en casi todas las obras que escribió,
mostrando conocimientos básicos del tema para su audiencia comercial.
Fuera del teatro, el médico y místico Robert Fludd (1574-1637) practicó la astrología, al igual que el curandero Simon Forman.
En la Inglaterra isabelina, «la opinión habitual sobre la astrología... [fue] que es la más útil de las ciencias».
En el siglo XVII d. C., el poeta y dramaturgo español Lope de Vega (1562-1635), quien poseía un conocimiento profundo de astronomía, escribió obras de teatro en las que ridiculiza a la astrología llevándola al absurdo en su novela pastoril La Arcadia (1598), y en su novela corta Guzmán el Bravo (1624) concluye que las estrellas fueron creadas para el hombre y no este para aquellas.
Pedro Calderón de la Barca (1600-1681), escribió la comedia Astrólogo fingido (1641), cuya trama fue tomada prestada por el dramaturgo francés Thomas Corneille (1625-1709) para su novela homónima titulada en francés Feint astrologue (1651).
La pieza musical más famosa influenciada por la astrología es la suite orquestal The Planets (Los Planetas), escrita por el compositor británico Gustav Holst (1874-1934), que fue estrenada en 1918. El tema central de esta pieza musical se basa en la simbología astrológica de los planetas. Cada uno de los siete movimientos de la suite se enfoca en un planeta diferente, aunque los movimientos no están en el orden planetario partiendo desde el sol. El compositor británico Colin Matthews (1946-) escribió un octavo movimiento titulado Pluto, the renewer (Plutón, el renovador), estrenado en 2000.
En 1937, el también compositor británico Constant Lambert (1905-1951) escribió un ballet sobre el tema astrológico llamado Horoscope.
En 1974 el compositor neozelandés Edwin Carr (1926-2003) escribió su obra The twelve signs: an astrological entertainment (‘los doce signos: un entretenimiento astrológico’), para orquesta sin cuerdas.

### Libros

#### Astrológicos
- Cornelius, Geoffrey; Hyde, Maggie; Wbster, Chris; Appignanesi, Richard (1995). Astrology for beginners [Astrología para principiantes] (en inglés). Cambridge, Masachuset, Estados Unidos de América: Icon. ISBN 9781874166269. OCLC 34026009.

- Fenton, Sasha (1992) [1989]. Rising signs: discover the truth about your personality [Signos ascendentes: descubra la verdad sobre su personalidad] (en inglés). Londres, Inglaterra: Aquarian/Thorsons. ISBN 0850307511. OCLC 863262362.

- Hone, Margaret Ethelwyn (1978). The modern textbook of astrology [El libro moderno de astrología] (en inglés). L. N. Fowler. ISBN 0852433573. OCLC 16421790.

- Hood, Thomas (ca. 1597). Astronomical diagrams by Thomas Hood, Mathematician § Vellum, in oaken cases [Diagramas astronómicos de Thomas Hood, matemático § Vellum en los casos de la encina]. Manuscritos números 71494 y 71495 (en inglés). Londres, Inglaterra: British library.

- Koch-Westenholz, Ulla (1995). Mesopotamian astrology: an introduction to Babylonian and Assyrian celestial divination [Astrología mesopotámica: introducción a la adivinación celestial de los babilonios y los asirios] (en inglés). Copenhague, Dinamarca: Museum Tusculanum Press. ISBN 9788772892870.

- Lau, Theodora (2005) [1979]. The handbook of Chinese horoscopes [El manual de los horóscopos chinos] (en inglés) (5. ª edición). Nueva York, Estados Unidos de América: Harper Resource. ISBN 9780060777777. OCLC 57663607.

- Nicola, Jean-Pierre (1977). Pour une astrologie moderne [Por una astrología moderna] (en francés). París, Francia: Editions du Seuil. ISBN 9782020046633. OCLC 373521748.

- Pelletier, Robert; Cataldo, Leonard (1984). Be your own astrologer: all you need to know to draw up your own birth chart [Sea su astrólogo: todo lo que necesita saber para eleborar su carta natal] (en inglés). Londres, Inglaterra: Pan. ISBN 0330284762. OCLC 12515872.

- Riske, Kris Brandt (2007). Llewellyn's complete book of astrology: the easy way to learn astrology [El libro completo de Llewllyn sobre astrología: la manera fácil de aprenderla.] (en inglés). Woodbury, Estados Unidos de América: Llewellyn Publications. ISBN 9780738710716. OCLC 137244718.

#### Científicos y filosóficos
- Bappu, M. K. V.; Biswas, S. K.; Mallik, D. C. V.; Vishveshwara, C. V. (1989). Cosmic perspectives: essays dedicated to the memory of M.K.V. Bappu [Perspectivas cósmicas: ensayos dedicados a la memoria de M. K. V. Bappu] (en inglés) (1.ª edición). Cambridge, Inglaterra: Cambridge university press. ISBN 0521343542. OCLC 18519928.

- Bennett, Jeffrey; Donohue, Megan; Schneider, Nicholas; Voit, Mark (2007). The cosmic perspective [La perspeciva cósmica] (en inglés) (4.ª edición). San Fracisco, California, Estados Unidos de América: Pearson/Addison-Wesley. ISBN 0805392831.

- Benski, Claude; Nienhuys, Jan Willem; Comité français pour l'étude des phénomènes paranormaux (1996) [1995]. The "Mars effect" — A French test of over 1,000 sports champions [El «efecto Marte» — Una prueba francesa sobre más de 1000 campeones mundiales] (en inglés). Amherst, Nueva York, Estados Unidos de América: Prometheus Books. ISBN 0879759887. OCLC 33276572.

- Buck, Roger C.; Schaffner, Kenneth F.; Suppe, Frederick; Philosophy of Science Association (1978). «Chapter 7: science and technology: public attitudes and understanding» [Capítulo 7 — Ciencia y tecnología: la actitud del público y su comprensión]. Proceedings of the Biennial Meeting of the Philosophy of Science Association [Actas de la Reunión Bienal de la Asociación de Filosofía y Ciencias] (en inglés). Vol. 1. Reidel u. a.: Dordecth u. a. ISBN 9780917586057. Archivado desde el original el 18 de agosto de 2015.

- Cassirer, Ernst (1965). Wesen und wirkung des symbolbegriffs [Naturaleza y concepto efectivos del símbolo] (en alemán). Darmstadt: Wissenschaftliche Buchgesellschaft. ISBN 3534124812. OCLC 883058.

- Cassirer, Ernst (1994). Zur modernen Physik [Sobre física moderna] (en alemán). Darmstadt: Wissenschaftliche Buchgesellschaft. ISBN 3534002733. OCLC 75417216.

- Carriço Marques de Moura Belo, Catarina (2007). Chance and determinism in Avicenna and Averroës [El azar y el determinismo en Avicena y Averroes]. Islamic philosophy, theology and science (en inglés). Vol. 69. Leiden, Países Bajos: Brill. ISBN 9004155872. OCLC 237124875.

- Carroll, Robert Todd (2003) [The skeptic's dictionary — A collection of strange beliefs, amusing deceptions, and dangerous delusions]. Diccionario del escéptico — Una colección de extrañas creencias, divertidas decepciones y peligrosos delirios (en inglés). Hoboken, Nueva Jersey, Estados Unidos: Wiley Cop. ISBN 0471272426. OCLC 441899911.

- Cassier, Ernst (1965) [1956]. Wesen und Wirkung des Symbolbegriffs [Esencia y efecto del concepto simbólico] (en alemán). Darmstadt: Wissenschaftliche Buchgesellschaft. ISBN 9783534124817. OCLC 883058.

- Caverini, Jean-Paul; Fabré, Jean-Marc; González, Michel (1990). Cognitive biases [Sesgos cognitivos]. Advances in psychology (Amsterdam, Netherlands) (en inglés). Vol. 86. Ámsterdam, Países Bajos: North-Holland. ISBN 0444884130. OCLC 21521577.

- Cogan, Robert (1998). Critical thinking — Step by step [Pensamiento crítico — Paso a paso] (en inglés). Lanham, Estados Unidos de América: University Press of America. ISBN 0761810676. OCLC 38304343.

- Eysenck, H. J.; Nias, D. K. B. (1984). Astrology: science or superstition? [Astrología: ¿ciencia o superstición?] (en inglés). Harmondsworth, Reino Unido: Penguin Books. ISBN 0140223975. OCLC 11031588.

- Gauquelin, Michel (1955). L'influence des astres: étude critique et expérimentale [La influencia de los astros: estudio crítico y experimental] (en francés). París, Francia: Éditions du Dauphin. OCLC 459269495.

- Gieser, Suzanne (2005). The innermost kernel depth psychology and quantum physics; Wolfgang Pauli's dialogue with C.G. Jung [El profundo núcleo de la psicología profunda y de la física cuántica; diálogo de Wolfgang Pauli con C. G. Jung] (en inglés). Springer, Berlín: Heidelberg New York. p. 21. ISBN 3540208569. OCLC 723086811.

- Grim, Patrick (1982). «Objections to astrology: a statement by 186 leading scientists» [Objeciones a la astrología: una declaración de 186 científicos destacados]. Philosophy of science and the occult [Filosfía de la ciencia y ocultismo]. Albany, Estados Unidos de América: State University of New York Press. ISBN 0873955722. OCLC 7741577.

- Hurley, Patrick J. (2005) [1982]. A concise introduction to logic [Una breve introducción a la lógica] (en inglés). Belmont, Estados Unidos de América: Wadsworth. ISBN 0534585051. OCLC 57354150.

- Kremer, Richard (enero de 1990). «Horoscopes and History. by J. D. North; A History of Western Astrology. by S. J. Tester» [Los horóscopos y la historia, por J. D. North. Historia de la astrología occidental según S. J. Tester]. Speculum (en inglés) (Medieval Academy of America). Vol. 65 (No. 1): 206-209. JSTOR 2864524.

- Long, A. A. (2005). «6. Astrology: arguments pro and contra» [6. Astrología: argumentos en pro y en contra].  En Barnes, Jonathan, ed. Science and speculation: studies in Hellenistic theory and practice [Ciencia y especulación: estudios en la teoría y práctica helenísticas] (en inglés). Cambridge, Estados Unidos de América: Cambridge University Press. pp. 165-191. ISBN 9780521022187. OCLC 62226456.

- Pingree, David (18 de diciembre de 1978). «Indian astronomy» [Astronomía hindú]. Proceedings of the American Philosophical Society (en inglés) (American Philosophical Society). Vol. 122 (No. 6): 316-364. JSTOR 986451.

- Popper, Karl R. (2004) [1962]. Conjectures and refutations — The growth of scientific knowledge [Conjeturas y refutaciones — El crecimiento del conocimiento científico] (en inglés). Londres, Reino Unido: Toutledge. ISBN 0415285941. OCLC 488779822.

- Schick, Theodore (2000). Readings in the philosophy of science — From positivism to postmodernism [Lecturas en filosofía de la ciencia — Desde el positivismo al postmodernismo] (en inglés). Mountain View, Estados Unidos de América: Mayfield Publisher. ISBN 0767402774. OCLC 41951220.

- Smith, Jonathan C. (2010) [2009]. Pseudoscience and extraordinary claims of the paranormal — A critical thinker's toolkit [Pseudociencia y afirmaciones extraordinarias de lo paranormal — Caja de herramientas de un pensador crítico] (en inglés). Malden, Estados Unidos de América: Wiley-Blackwell. ISBN 9781405181235. OCLC 319499491.

- Stephenson, F. Richard (26 de junio de 1980). «Chinese roots of modern astronomy» [Raíces chinas de la astronomía moderna]. New Scientist (en inglés) (Nueva York, Estados Unidos de América: Publications Expediting Inc.). Vol. 86 (No. 1207): 380-383. ISSN 0028-6664.

#### Conferencias
- Khun, Thomas (1970) [1965].  Lakatos, Imre; Musgrave, Alan, eds. Criticism and the growth of knowledge [La crítica y el crecimiento del conocimiento] (en inglés). Cambridge, Inglaterra: Cambridge University Press. ISBN 0521078261. OCLC 94900. «Publicación de conferencia».

#### Enciclopedias
- Dean, Geoffrey; Kelly, Ivan W.; Mather, Arthur; Smith, Rudolf (2002). «Astrology» [Astrología].  En Shermer, Michael, ed. The skeptic encyclopedia of pseudoscience [La enciclopedia escéptica de pseudociencia] (en inglés). Vol. Uno. Santa Bárbara, Estados Unidos de América: ABC-CLIO. ISBN 1576076539. OCLC 192175643.

- Saliba, George (17 de agosto de 2011). «Avicenna viii. Mathematics and physical sciences». Encyclopædia Iranica (en inglés). Encyclopædia Iranica. Consultado el 28 de noviembre de 2014.

- Selin, Helaine (2008). Encyclopaedia of the history of science, technology, and medicine in non-western cultures [Enciclopedia de la historia de la ciencia, tecnología y medicina en las culturas no occidentales] (en inglés). Dorchet, Boston, Estados Unidos de América: Kluwer Academic. ISBN 0792340663. OCLC 35627522.

- Stravinskas, Peter M. J. (1998). Our Sunday visitor's Catholic encyclopedia (en inglés). Huntington, Indiana, Estados Unidos de América: Our Sunday Visitor. ISBN 0879736690. OCLC 39933054.

- The New Encyclopædia Britannica (en inglés). Vol. 5. Chicago, Estados Unidos de América: Encyclopædia Britannica. 1974. p. 916. ISBN 0852293151. OCLC 174184655.

- Thornton, Stephen; Zalta, Edward (5 de febrero de 2013). «Karl Popper». Stanford Encyclopedia of Philosophy (en inglés). Starnfor University. Consultado el 4 de diciembre de 2014.

#### Históricos
- Allen, Don Cameron (1966) [1941]. The star-crossed renaissance; the quarrel about astrology and its influence in England [El renacimiento de la buena estrella; la disputa en Inglaterra acerca de la astrología y su influencia] (en inglés). Nueva York, Estados Unidos de América: Octagon Books. OCLC 712005.

- Porter, Roy (2001). Enlightenment — Britain and the creation of the modern world [Ilustración — Gran Bretaña y la creación del mundo moderno] (en inglés). Londres, Inglaterra: Penguin Books. ISBN 014025028X. OCLC 494530706.

- Aveni, David H.; Milone, Eugene F. (2005). Exploring ancient skies: an encyclopedic survey of archaeoastronomy [Explorando los cielos antiguos: estudio enciclopédico de arqueoastronomía] (Libro-e) (en inglés). Nueva York: Springer. ISBN 9780387953106. OCLC 46937593. Resumen divulgativo.

- Barton, Tamsyn (1995) [1994]. Ancient astrology [Astrología antigua]. Sciences of antiquity (en inglés). Londres y Nueva York: Routledge. ISBN 0415080665. OCLC 612913005.

- Biruni, Muhammad ibn Ahmad (1879). «Capítulo VIII». The chronology of ancient nations [Cronología de las naciones antiguas] (en inglés). Londres: W. H. Allen and co., para el Fondo de traducciones de Gran Bretaña e Irlanda.

- Burgess, James (octubre de 1893). «Notes on hindu astronomy and the history of our knowledge of it» [Apuntes sobre la astronomía hindú y la historia de nuestro conocimiento de la misma]. The Journal of the Royal Asiatic Society of Great Britain and Ireland (en inglés) (Cambridge University Press): 717-761. JSTOR 25197168.

- Campion, Nicholas (1982). An introduction to the history of astrology [Introducción a la historia de la astrología] (en inglés). Londres: Institute for the study of cycles in world affairs. ISBN 9780950841205. OCLC 60073486.

- Campion, Nicholas (2008). The dawn of astrology: a cultural history of Western astrology [El ocaso de la astrología: historia cultural de la astrología occidental] (en inglés). Londres: Bloomsbury Academic Continuum. ISBN 9781847252241. OCLC 865585017.

- Campion, Nicholas (2009). History of western astrology — The Medieval and modern worlds [Historia de la astrología occidental — Los mundos medieval y moderno] (en inglés). Vol. II. Londres: Continuum. ISBN 9781441181299. OCLC 698951080.

- Coopland, George William (1952). Nicole Oresme and the astrologers; a study of his Livre de divinacions [Nicolás Oresme y los astrólogos: estudio de su Livre de divinacions] (en inglés). Cambridge, Estados Unidos de América: Harvard University Press. OCLC 4013560.

- Cummins, Alexander (2012). The starry rubric: seventeenth-century english astrology and magic [La firma estelar: astrología y magia inglesas del siglo XVII] (en inglés). Francia: Hadean press. ISBN 9781907881275.

- Dietrich, Thomas K. (2005). The origin of culture [El origen de la cultura] (en inglés). Austin, Texas, Estados Unidos de América: Turn Key Books. ISBN 0976498162. OCLC 71210003.

- Firpo, Luigui; Quaglioni, Diego (1993). Il processo di Giordano Bruno [El proceso de Giordano Bruno]. Profili (Salerno editrice) (en italiano). Vol. 15. Roma: Salerno. ISBN 8884021359. OCLC 31006021.

- Harkness, Deborah E. (2007). The Jewel house: Elizabethan London and the scientific revolution [La casa de la joya: el Londres isabelino y la revolución científica] (en inglés). New Haven, Inglaterra: Yale university press. ISBN 9780300111965. OCLC 804324849.

- Hess, Peter M. J. (2007). Catholicism and science [Catolicismo y ciencia] (en inglés). Westport, Estados Unidos de América: Greenwood. ISBN 9780313331909. OCLC 141384750.

- Holden, James Herschel (2006) [1996]. A history of horoscopic astrology [Historia de la astrología horoscópica] (en inglés) (2. ª edición). Tempe, Arizona, Estados Unidos de América: American Federation of Astrologers. ISBN 9780866904636. OCLC 85812278. Resumen divulgativo.

- Houlding, Deborah (2010). Essays on the History of Western Astrology [Ensayos sobre la historia de la astrología occidental] (en inglés). STA.

- Hugh G., Evelyn-White (traductora), ed. (1977). Hesiod — Homeric hymns — Epic cycle — Homerica [Hesíodo — Himnos homéricos — Ciclo épico — Homero]. Loeb classical library (en griego antiguo e inglés). Vol. 57 (Reimpreso edición). Cambridge, Masachuset, Estados Unidos de América: Havard University Press. pp. 663-667. ISBN 9780674990630. OCLC 630659347.

- Hughes, Richard (2004). Lament, death, and destiny [Lamentos, muerte y destino]. Studies in biblical literature (en inglés). Vol. 68. Nueva York, Estados Unidos de América: Lang Publisher. p. 87. ISBN 9780820470962. OCLC 53831108.

- Luhrmann, Tanya M. (1989). Persuasions of the witch's craft: ritual magic in contemporary England [Convicciones en el oficio de bruja: la magia ritual en la Inglaterra contemporánea] (en inglés). Cambridge, Estados Unidos de América: Harvard University Press. pp. 147-151. ISBN 0674663233. OCLC 18834565.

- Marshack, Alexander (1991). The roots of civilization: the cognitive beginnings of man's first art, symbol and notation [Las raíces de la civilización: los inicios cognitivos de la primera arte, símbolo y notación humanas] (en inglés). Mount Kisco, Nueva York, Estados Unidos de América: Moyor Bell. ISBN 9781559210416. OCLC 23649871.

- North, John David (1986). «The eastern origins of the Campanus (Prime Vertical) method. Evidence from al-Bīrūnī» [Los orígenes del método Campano (Prima vertical). Evidencia de Al-Biruni]. Horoscopes and history [Horóscopos e historia] (en inglés). Instituto Warburg.

- Parker, Derek; Parker, Julia (1984). A history of astrology [Historia de la astrología] (en inglés). Londres: Deutsch. ISBN 9780233975764. OCLC 10201660.

- Pingree, David Edwin (1981).  Gonda, Jan; Harrassowitz, Otto, eds. Jyotihsastra: astral and mathematical literature [Jyotihsastra: literatura astral y matemática]. A history of indian literature: scientific and technical literature (en inglés). vol. VI Fasc. 4. p. 81. ISBN 3447021659. OCLC 489728322.

- Pingree, David Edwin (verano de 2001). «From Alexandria to Baghdad to Byzantium. The Transmission of Astrology» [De Alejandría a Bagdad a Bizancio. La transmisión de la astrología]. International Journal of the Classical Tradition (en inglés) (Springer). Vol. 8 (No. 1): 3-37. doi:10.1007/bf02700227. JSTOR 30224155.

- Robbins, Frank Egleston (1940). Ptolomey Tetrabiblos [Tetrabiblos por Claudio Ptolomeo]. Loeb classical library (en inglés). Cambridge, Masachuset, Estados Unidos de América: Harvad University Press. ISBN 0674994795. OCLC 308121.

- Saliba, George (1994). A history of Arabic astronomy — Planetary theories during the golden age of Islam [Historia de la astronomía árabe — Teorías planetarias durante la edad de oro del islam]. New York University studies in Near Eastern civilization (en inglés). No. 19. Nueva York, Estados Unidos de América: New York University Press. ISBN 0814780237. OCLC 35666761.

- Tester, S. Jim (1999) [1987]. The history of western astrology [La historia de la astrología occidental] (en inglés). Woodbridge, Suffolk Coastal, Reino Unido: Boydell. ISBN 0851152554. OCLC 896734696.

- Vanderjagt, Arie Johan (1985). Laurens Pignon, OP, confessor of Philip the Good — Ideas on jurisdiction and the estates — Including the texts of his treatises and Durand of St. Pourçain's De origine iurisdictionum [Laurens Pignon, OP, confesor de Felipe el Bueno — Ideas sobre la jurisdicción y los estamentos — Incluye los textos de sus tratados y de Durand de Saint Pourçain «De origine iurisdictionum»] (en inglés). Venlo; Países Bajos: J. Miélot. ISBN 9070474026. OCLC 18989518.

- Veenestra, Jan R.; Pignon, Laurens (1997). Magic and divination at the courts of Burgundy and France — Text and context of Laurens Pignon's Contre les devineurs (1411) [La magia y la adivinación en las cortes de Borgoña y Francia — Texto y contexto de la obra “Contre les devineurs” (Contra los adivinadores) de Laurens Pignon (1411)]. Brill's studies in intellectual history (en inglés). Vol. 83. Leiden, Países Bajos; Nueva York, Estados Unidos de América: Brill. ISBN 9789004109254. OCLC 367395678.

- Weidner, E. F. (1928-1929). Historisches material in der babylonischen Omnia-Literatur [Material histórico en la Omnia-Literatur babilónica] (en alemán). Vol. 231 y 236. Leipzig, Alemania: Bruno Meissner.

- Wedel, Theodore Otto (2003) [1968]. «9: Astrology in Gower and Chaucer» [9: Astrología en Gower y Cahucer]. Medieval attitude toward astrology, particularly in England, 1920 [Actitud medial hacia la astrología, particularmente en Inglaterra, 1920] (en inglés). Hamden: Archon Books. pp. 131-156. OCLC 654910.

- Werner, Karel (1993). «The circle of stars: an introduction to indian astrology by Valerie J. Roebuck» [El círculo de estrellas: introducción a la astrología india por Valerie J. Roebuck]. Bulletin of the School of Oriental and African Studies, University of London (en inglés) (Cambridge University Press). Vol. 56 (No. 3): 645-646. doi:10.2307/620756. JSTOR 620756.

- Wood, Chauncey (1970). Chaucer and the country of the stars: poetic uses of astrological imagery [Chaucer y el país de las estrellas: usos poéticos de la imaginería astrológica] (en inglés). Princenton, Estados Unidos de América: Princeton University Press. p. 5. ISBN 0691061726. OCLC 58383.

- Xiaochum, Sun; Kistemaker, Jacob (1997). The Chinese sky during the Han — Constellating stars and society [El cielo chino durante la dinastía Han — Catasterizando estrellas y sociedad]. Sinica Leidensia (en inglés). Vol. 38. Leiden, Holanda: Brill. ISBN 9789004107373. OCLC 36130680.

### Revistas

#### Astrológicas
- Kassell, Lauren (junio de 2010). «Stars, spirits, signs: towards a history of astrology 1100–1800» [Estrellas, humores y signos: aproximación a una historia de la astrología entre 1100 y 1800]. Studies in history and philosophy of science. Part C: studies in history and philosophy of biological and biomedical sciences (en inglés) (Elsevier). Vol. 41 (No. 2): 67-69. doi:10.1016/j.shpsc.2010.04.001. (requiere suscripción).

#### Científicas
- Adorno; Theodor W. (Primavera de 1974). «The stars down to earth: the Los Angeles Times astrology column» [Las estrellas descienden a la tierra: la columna astrológica de Los Angeles Times]. Telos (en inglés) (Los Ángeles). Vol. 1974 (No. 19): 19-30. doi:10.3817/0374019013. (requiere suscripción).

- Allum, Nick (13 de diciembre de 2010). «What makes some people think astrology is scientific?» [¿Qué hace que algunas personas piensen que la astrología es científica?]. Science Communication (en inglés) (Colchester, Reino Unido: Universidad de Essex). Vol. 33 (No. 3): 341-366. doi:10.1177/1075547010389819.

- Carlson, Shawn (diciembre de 1985). «A double-blind test of astrology» [Una prueba de doble ciego a la astrología]. Nature (en inglés) (Nature Publishing Group, publicado el 5 de diciembre de 1985). Vol. 318: 419-425. doi:10.1038/318419a0.

- Dean, Geoffrey; Kelly, Ivan W. (Junio-julio de 2003). «Is Astrology Relevant to Consciousness and Psi?» [¿Es la astrología relevante para la consciencia y la psique?].  En Alcock, James; Burns, Jean; Freeman, Anthony, eds. Journal of Consciousness Studies (en inglés) (Imprint Academic). Vol. 10 (Nos. 6-7): 175-198. Archivado desde el original el 26 de septiembre de 2016. Consultado el 11 de diciembre de 2014.

- Graubad, Mark (1953). «Astrology and alchemy: two fossile sciences» [Astrología y alquimia: dos ciencias fósiles] (pdf). American Anthropologist (en inglés). Vol. 56 (No. 6). doi:10.1525/aa.1954.56.6.02a00700. Consultado el 14 de julio de 2015.

- Hartman, Peter; Reuter, Martin; Nyborg, Helmuth (mayo de 2006). «The relationship between date of birth and individual differences in personality and general intelligence: a large-scale study» [La relación entre la fecha de nacimiento y las diferencias individuales en la personalidad y en la inteligencia en general: un estudio a gran escala]. Personality and individual Differences (en inglés) (Elsevier). Vol. 40 (No. 7): 1349-1362. doi:10.1016/j.paid.2005.11.017.

- Nederman, Cary J.; Goulding, James Wray (verano de 1981). «Popular occultism and critical social theory: exploring some themes in Adorno's critique of astrology and the occult» [Ocultismo popular y la teoría social crítica: explorando algunos temas en la crítica de Adorno a la astrología y al ocultismo]. Sociological Analysis (en inglés) (Oxford: Oxford University Press). Vol. 42 (No. 4): 325-332. doi:10.2307/3711544.

- Nickerson, Raymond S. (Junio de 1998). «Confirmation bias: A ubiquitous phenomenon in many guises» [El sesgo de confirmación: un fenómeno omnipresente en muchas formas]. Review of General Psychology (en inglés) (American Psychological Association). Vol. 2 (No. 2): 175-220. doi:10.1037/1089-2680.2.2.175.

- Vanden Broecke, Steven (2001). «Dee, Mercator, and Louvain instrument making: an undescribed astrological disc by Gerard Mercator (1551)» [Instrumentos de Dee, Mercator y Lovain: un disco astrológico no descrito por Gerardus Mercator]. Annals of science (en inglés) (Soro: Taylor & Francis online, publicado el 5 de noviembre de 2010 (en línea)). Vol. 58 (No. 3): 219-240. doi:10.1080/00033790016703. Consultado el 18 de noviembre de 2014.

- Wright, Peter (Noviembre de 1975). «Astrology and science in seventeenth-century England» [La astrología y la ciencia en la Inglaterra del sigo XVII]. Social Studies of Science (en inglés). Vol. 5 (No. 4): 399-422. doi:10.1177/030631277500500402.

#### Filosóficas
- Thagard, Paul R. (1978). «Why astrology is a pseudoscience» [El por qué la astología es una pseudociencia] (pdf). Proceedings of the Biennial Meeting of the Philosophy of Science Association (en inglés) (Philosophy of Science Association). Vol. 1978 (No. Uno). JSTOR 192639. Consultado el 9 de diciembre de 2014.

#### Históricas
- Pingree, David (Junio de 1963). «Astronomy and Astrology in India and Iran» [Astronomía y astrología en India e Irán]. Isis (en inglés) (The University Chicago Press). Vol. 54 (No. 2): 229-246. doi:10.1086/349703. JSTOR 228540.

- Pont, Graham (abril de 2004). «Philosophy and science of music in Ancient Greece» [Filosofía y ciencia de la música en la Antigua Grecia]. Nexus Network Journal (pdf) (en inglés) (Birkhäuser-Verlag, publicado el 1 de abril de 2004). Vol. 6 (No. 1): 17-29. ISSN 1590-5896. doi:10.1007/s00004-004-0003-x.

- Rochberg-Halton, F. (Enero-marzo de 1988). Elements of the babylonian contribution to hellenistic astrology [Elementos de la contribución babilónica a la astrología helenística] (en inglés). Vol. 108 (No. 1). Journal of the American Oriental Society. pp. 51-62. JSTOR 603245.

- Thorndike, Lynn (septiembre de 1955). «The true place of astrology in the history of science» [El verdadero lugar de la astrología en la historia de la ciencia]. Isis (en inglés) (Chicago: The University Chicago Press en nombre de The History of Science Society). Vol. 46 (No. 3): 273-278. JSTOR 226346.

- Vanden Broecke, Steven (2001). «Dee, Mercator, and Louvain instrument making: an undescribed astrological disc by Gerard Mercator (1551)» [Instrumentos de Dee, Mercator y Lovain: un disco astrológico no descrito por Gerardus Mercator]. Annals of science (en inglés) (Soro: Taylor & Francis online, publicado el 5 de noviembre de 2010 {en línea}). Vol. 58 (No. 3): 219-240. doi:10.1080/00033790016703. Consultado el 18 de noviembre de 2014.

- Zarka, Phillippe (enero de 2009). «Astronomy and astrology» [Astronomía y astrología]. Proceedings of the International Astronomical Union (pdf). The role of astronomy in society and culture (en inglés) (D. Valls-Gabaud & Boksenberg, publicado el En línea 29 de junio de 2011). Vol. 5 (Simposio S260): 420-450. doi:10.1017/S1743921311002602.

### Documentación en línea

#### Enciclopedias
- Hansson, Sven Ove (10 de febrero de 2014). «Science and pseudo-science». Stanford encyclopedia of philosophy (en inglés). Consultado el 1 de diciembre de 2014.

- Pingree, David Edwin; Gillbert, Robert Andrew (11 de marzo de 2013). «Astrology — Astrology in modern times». Encyclopædia Britannica (en inglés). Consultado el 9 de noviembre de 2014.

#### Diccionarios
- Wiener, Phillip P. (1973-1974). Dictionary of the history of ideas [Diccionario de la historia de las ideas] (Recurso en Internet) (en inglés). Nueva York, Estados Unidos de América: Charles Scribner's Sons. ISBN 0684132931. OCLC 719773830.

#### Conferencias

##### Científicas
- Johnston, Stephen (julio de 1998). The astrological instruments of Thomas Hood. XVII International Scientific Instrument Symposium. Soro. Consultado el 17 de noviembre de 2014.